# Spanyolország a 2004. évi nyári olimpiai játékokon
Spanyolország a görögországi Athénban megrendezett 2004. évi nyári olimpiai játékok egyik részt vevő nemzete volt. Az országot az olimpián 27 sportágban 316 sportoló képviselte, akik összesen 20 érmet szereztek.

## Érmesek
| Érem  | Versenyző                                                            | Sportág        | Versenyszám                |
| ----- | -------------------------------------------------------------------- | -------------- | -------------------------- |
| Arany | David Cal                                                            | Kajak-kenu     | Férfi kenu egyes 1000 m    |
| Arany | Gervasio Deferr                                                      | Torna          | Férfi ugrás                |
| Arany | Iker Martínez Xavier Fernández                                       | Vitorlázás     | Könnyű 49-es dingi         |
| Ezüst | Francisco Javier Fernández                                           | Atlétika       | Férfi 20 km gyaloglás      |
| Ezüst | David Cal                                                            | Kajak-kenu     | Férfi kenu egyes 500 m     |
| Ezüst | José Antonio Hermida                                                 | Kerékpározás   | Férfi terep-kerékpározás   |
| Ezüst | José Antonio Escuredo                                                | Kerékpározás   | Férfi keirin               |
| Ezüst | Joan Llaneras                                                        | Kerékpározás   | Férfi pontverseny          |
| Ezüst | Juan Antonio Jiménez Ignacio Rambla Beatriz Ferrer-Salat Rafael Soto | Lovaglás       | Díjlovaglás, csapat        |
| Ezüst | María Quintanal                                                      | Sportlövészet  | Női trap                   |
| Ezüst | Javier Bosma Pablo Herrera                                           | Strandröplabda | Férfi                      |
| Ezüst | Conchita Martínez Virginia Ruano Pascual                             | Tenisz         | Női páros                  |
| Ezüst | Rafael Trujillo Villar                                               | Vitorlázás     | Férfi finn dingi           |
| Ezüst | Natalia Vía Dufresne Sandra Azón                                     | Vitorlázás     | Női 470-es osztály         |
| Bronz | Manuel Martínez                                                      | Atlétika       | Férfi súlylökés            |
| Bronz | Joan Lino Martínez                                                   | Atlétika       | Férfi távolugrás           |
| Bronz | Sergi Escobar                                                        | Kerékpározás   | Férfi egyéni üldözőverseny |
| Bronz | Carlos Castaño Sergi Escobar Asier Maeztu Carlos Torrent             | Kerékpározás   | Férfi csapat üldözőverseny |
| Bronz | Beatriz Ferrer-Salat                                                 | Lovaglás       | Díjlovaglás, egyéni        |
| Bronz | Patricia Moreno                                                      | Torna          | Női talaj                  |

## Asztalitenisz
Férfi
| Versenyző | Versenyszám | 64-es főtábla                                              | 48-as főtábla                                                      | 32-es főtábla     | Nyolcaddöntő      | Negyeddöntő       | Elődöntő          | Döntő             | Helyezés |
| Versenyző | Versenyszám | Ellenfél Eredmény                                          | Ellenfél Eredmény                                                  | Ellenfél Eredmény | Ellenfél Eredmény | Ellenfél Eredmény | Ellenfél Eredmény | Ellenfél Eredmény | Helyezés |
| --------- | ----------- | ---------------------------------------------------------- | ------------------------------------------------------------------ | ----------------- | ----------------- | ----------------- | ----------------- | ----------------- | -------- |
| Zhiwen He | Egyes       | Panajótisz Giónisz (GRE) · 11-7, 13-11, 11-4, 11-13, 15-13 | Lucjan Błaszczyk (POL) · 5-11, 12-10, 2-11, 11-8, 11-7, 6-11, 9-11 | kiesett           | kiesett           | kiesett           | kiesett           | kiesett           | 33.      |

## Atlétika
Férfi
| Versenyző                                                          | Versenyszám     | Előfutam      | Előfutam      | Előfutam      | Negyeddöntő | Negyeddöntő | Negyeddöntő | Elődöntő | Elődöntő | Elődöntő | Döntő    | Döntő    |
| Versenyző                                                          | Versenyszám     | Idő           | Hely.         | Össz.         | Idő         | Hely.       | Össz.       | Idő      | Hely.    | Össz.    | Idő      | Helyezés |
| ------------------------------------------------------------------ | --------------- | ------------- | ------------- | ------------- | ----------- | ----------- | ----------- | -------- | -------- | -------- | -------- | -------- |
| David Canal                                                        | 200 m           | 20,72         | 3.            | 25.**         | 21,18       | 7.          | 30.         | kiesett  | kiesett  | kiesett  | kiesett  | kiesett  |
| David Canal                                                        | 400 m           | 47,23         | 7.            | 46.           |             |             |             | kiesett  | kiesett  | kiesett  | kiesett  | kiesett  |
| Manuel Olmedo                                                      | 800 m           | 1:47,71       | 4.            | 45.           |             |             |             | kiesett  | kiesett  | kiesett  | kiesett  | kiesett  |
| Antonio Reina                                                      | 800 m           | 1:46,66       | 1.*           | 26.**         |             |             |             | 1:46,17  | 3.       | 13.      | kiesett  | kiesett  |
| Miguel Quesada                                                     | 800 m           | 1:46,32       | 3.            | 22.           |             |             |             | kiesett  | kiesett  | kiesett  | kiesett  | kiesett  |
| Reyes Estévez                                                      | 1500 m          | 3:39,71       | 1.            | 15.           |             |             |             | 3:36,05  | 4.       | 4.       | 3:36,63  | 7.       |
| Álvaro Fernández                                                   | 1500 m          | 3:38,34       | 3.            | 8.            |             |             |             | 3:42,01  | 7.       | 16.      | kiesett  | kiesett  |
| Juan Carlos Higuero                                                | 1500 m          | 3:38,36       | 6.            | 9.            |             |             |             | 3:42,13  | 8.       | 17.      | kiesett  | kiesett  |
| Carles Castillejo                                                  | 5000 m          | 13:49,16      | 16.           | 31.           |             |             |             |          |          |          | kiesett  | kiesett  |
| Carlos García                                                      | 5000 m          | nem ért célba | nem ért célba | nem ért célba |             |             |             |          |          |          | kiesett  | kiesett  |
| Roberto García                                                     | 5000 m          | 13:27,71      | 9.            | 19.           |             |             |             |          |          |          | kiesett  | kiesett  |
| José Manuel Martínez                                               | 10 000 m        |               |               |               |             |             |             |          |          |          | 27:57,61 | 9.       |
| Felipe Vivancos                                                    | 110 m gát       | 13,47         | 6.            | 19.**         | 13,48       | 4.          | 15.         | 13,52    | 7.       | 14.      | kiesett  | kiesett  |
| Eduardo Iván Rodríguez                                             | 400 m gát       | 49,25         | 4.            | 18.*          |             |             |             | 49,77    | 6.       | 22.      | kiesett  | kiesett  |
| Eliseo Martín                                                      | 3000 m akadály  | 8:21,88       | 6.            | 11.           |             |             |             |          |          |          | 8:15,77  | 9.       |
| Luis Miguel Martín                                                 | 3000 m akadály  | 8:16,90       | 3.            | 3.            |             |             |             |          |          |          | 8:11,64  | 5.       |
| Antonio Jiménez                                                    | 3000 m akadály  | 8:24,13       | 2.            | 15.           |             |             |             |          |          |          | 8:22,63  | 14.      |
| Toni Pena                                                          | Maraton         |               |               |               |             |             |             |          |          |          | 2:16:38  | 18.      |
| Julio Rey                                                          | Maraton         |               |               |               |             |             |             |          |          |          | 2:24:54  | 58.      |
| José Ríos                                                          | Maraton         |               |               |               |             |             |             |          |          |          | 2:18:40  | 27.      |
| José David Domínguez                                               | 20 km gyaloglás |               |               |               |             |             |             |          |          |          | 1:30:16  | 37.      |
| Francisco Javier Fernández                                         | 20 km gyaloglás |               |               |               |             |             |             |          |          |          | 1:19:45  |          |
| Juan Manuel Molina                                                 | 20 km gyaloglás |               |               |               |             |             |             |          |          |          | 1:20:55  | 5.       |
| Jesús Ángel García                                                 | 50 km gyaloglás |               |               |               |             |             |             |          |          |          | 3:44:42  | 5.       |
| José Antonio González                                              | 50 km gyaloglás |               |               |               |             |             |             |          |          |          | 4:11:51  | 33.      |
| Santiago Pérez                                                     | 50 km gyaloglás |               |               |               |             |             |             |          |          |          | 3:49:48  | 8.       |
| Eduardo Iván Rodríguez David Canal Luis María Flores Antonio Reina | 4 × 400 m váltó | 3:05,03       | 7.            | 14.           |             |             |             |          |          |          | kiesett  | kiesett  |

| Versenyző          | Versenyszám   | Selejtező | Selejtező | Döntő    | Döntő    |
| Versenyző          | Versenyszám   | Eredmény  | Helyezés  | Eredmény | Helyezés |
| ------------------ | ------------- | --------- | --------- | -------- | -------- |
| Javier Bermejo     | Magasugrás    | 215 cm    | 31.*      | kiesett  | kiesett  |
| Javier Gazol       | Rúdugrás      | 530 cm    | 28.**     | kiesett  | kiesett  |
| Yago Lamela        | Távolugrás    | 806 cm    | 10.       | 798 cm   | 11.      |
| Joan Lino Martínez | Távolugrás    | 810 cm    | 6.        | 832 cm   |          |
| Manuel Martínez    | Súlylökés     | 20,37 m   | 7.        | 20,84 m  | [ 1 ]    |
| Mario Pestano      | Diszkoszvetés | 61,69 m   | 12.       | kiesett  | kiesett  |

| Versenyző   | Versenyszám | 100 m | 100 m | Távolugrás | Távolugrás | Súlylökés | Súlylökés | Magasugrás | Magasugrás | 400 m | 400 m | 110 m gát | 110 m gát | Diszkoszvetés | Diszkoszvetés | Rúdugrás | Rúdugrás | Gerelyhajítás | Gerelyhajítás | 1500 m  | 1500 m | Végeredmény | Végeredmény |
| Versenyző   | Versenyszám | Idő   | Pont  | Eredmény   | Pont       | Eredmény  | Pont      | Eredmény   | Pont       | Idő   | Pont  | Idő       | Pont      | Eredmény      | Pont          | Eredmény | Pont     | Eredmény      | Pont          | Idő     | Pont   | Pont        | Helyezés    |
| ----------- | ----------- | ----- | ----- | ---------- | ---------- | --------- | --------- | ---------- | ---------- | ----- | ----- | --------- | --------- | ------------- | ------------- | -------- | -------- | ------------- | ------------- | ------- | ------ | ----------- | ----------- |
| David Gómez | Tízpróba    | 11,08 | 843   | 726 cm     | 876        | 14,57 m   | 763       | 185 cm     | 670        | 48,61 | 880   | 14,41     | 922       | 40,95 m       | 684           | 440 cm   | 731      | 60,71 m       | 749           | 4:29,70 | 747    | 7865        | 22.         |

Női
| Versenyző            | Versenyszám     | Előfutam | Előfutam | Előfutam | Elődöntő | Elődöntő | Elődöntő | Döntő    | Döntő    |
| Versenyző            | Versenyszám     | Idő      | Hely.    | Össz.    | Idő      | Hely.    | Össz.    | Idő      | Helyezés |
| -------------------- | --------------- | -------- | -------- | -------- | -------- | -------- | -------- | -------- | -------- |
| Mayte Martínez       | 800 m           | 2:00,81  | 2.       | 6.*      | 2:03,30  | 8.       | 23.      | kiesett  | kiesett  |
| Nuría Fernández      | 1500 m          | 4:06,29  | 3.       | 9.       | 4:07,68  | 9.       | 17.      | kiesett  | kiesett  |
| Iris Fuentes-Pila    | 1500 m          | 4:06,32  | 7.       | 10.      | 4:07,69  | 10.      | 18.      | kiesett  | kiesett  |
| Natalia Rodríguez    | 1500 m          | 4:07,19  | 7.       | 22.      | 4:04,91  | 4.       | 4.       | 4:03,01  | 10.      |
| Glory Alozie         | 100 m gát       | 12,92    | 2.       | 14.      | 12,62    | 6.       | 7.       | kiesett  | kiesett  |
| Aliuska López        | 100 m gát       | 13,21    | 4.       | 24.      | kiesett  | kiesett  | kiesett  | kiesett  | kiesett  |
| Cora Olivero         | 400 m gát       | 56,19    | 5.       | 22.      | kiesett  | kiesett  | kiesett  | kiesett  | kiesett  |
| María Abel           | Maraton         |          |          |          |          |          |          | 2:40:13  | 26.      |
| María Dolores Pulido | Maraton         |          |          |          |          |          |          | 2:44:33  | 37.      |
| Beatriz Ros          | Maraton         |          |          |          |          |          |          | 2:41:51  | 32.      |
| Rocío Florido        | 20 km gyaloglás |          |          |          |          |          |          | 1:35:32  | 30.      |
| Mayte Gargallo       | 20 km gyaloglás |          |          |          |          |          |          | kizárták | kizárták |
| María Vascó          | 20 km gyaloglás |          |          |          |          |          |          | 1:30:06  | 7.       |

| Versenyző          | Versenyszám   | Selejtező             | Selejtező             | Döntő                 | Döntő                 |
| Versenyző          | Versenyszám   | Eredmény              | Helyezés              | Eredmény              | Helyezés              |
| ------------------ | ------------- | --------------------- | --------------------- | --------------------- | --------------------- |
| Ruth Beitia        | Magasugrás    | 189 cm                | 16.****               | kiesett               | kiesett               |
| Marta Mendía       | Magasugrás    | 192 cm                | 11.                   | 193 cm                | 10.                   |
| Naroa Agirre       | Rúdugrás      | 440 cm                | 8.*                   | 440 cm                | 6.***                 |
| Dana Cervantes     | Rúdugrás      | 440 cm                | 4.***                 | érvényes ugrás nélkül | érvényes ugrás nélkül |
| Niurka Montalvo    | Távolugrás    | érvényes ugrás nélkül | érvényes ugrás nélkül | kiesett               | kiesett               |
| Carlota Castrejana | Hármasugrás   | 14,37 m               | 18.                   | kiesett               | kiesett               |
| Irache Quintanal   | Súlylökés     | 15,99 m               | 29.                   | kiesett               | kiesett               |
| Alice Matějková    | Diszkoszvetés | 55,37 m               | 36.                   | kiesett               | kiesett               |
| Berta Castells     | Kalapácsvetés | 66,05 m               | 23.                   | kiesett               | kiesett               |
| Mercedes Chilla    | Gerelyhajítás | 58,45 m               | 22.                   | kiesett               | kiesett               |

* - egy másik versenyzővel azonos időt/eredményt ért el

** - két másik versenyzővel azonos időt/eredményt ért el

*** - három másik versenyzővel azonos eredményt ért el

**** - négy másik versenyzővel azonos eredményt ért el

## Birkózás

### Férfi
Kötöttfogású
| Versenyző            | Versenyszám | Csoportkör                                                            | Csoportkör | Negyeddöntő       | Elődöntő          | Bronz- mérkőzés   | Döntő             | Helyezés |
| Versenyző            | Versenyszám | Ellenfél Eredmény                                                     | Hely.      | Ellenfél Eredmény | Ellenfél Eredmény | Ellenfél Eredmény | Ellenfél Eredmény | Helyezés |
| -------------------- | ----------- | --------------------------------------------------------------------- | ---------- | ----------------- | ----------------- | ----------------- | ----------------- | -------- |
| Moises Sánchez       | 66 kg       | D csoport · Kanat Begalijev (KGZ) · 1-9 · Parviz Zejdvand (IRI) · 1-3 | 3.         | kiesett           | kiesett           | kiesett           | kiesett           | 16.      |
| José Alberto Recuero | 74 kg       | D csoport · Danyil Halimov (KAZ) · 2-3 · Yasha Manasherov (ISR) · TUS | 2.         | kiesett           | kiesett           | kiesett           | kiesett           | 9.       |

## Cselgáncs
Férfi
| Versenyző       | Versenyszám | Selejtező                           | 32-es főtábla                      | Nyolcaddöntő                  | Negyeddöntő       | Elődöntő          | Vigaszág első kör                       | Vigaszág negyeddöntő                 | Vigaszág elődöntő                   | Bronz- mérkőzés                         | Döntő             | Helyezés    |
| Versenyző       | Versenyszám | Ellenfél Eredmény                   | Ellenfél Eredmény                  | Ellenfél Eredmény             | Ellenfél Eredmény | Ellenfél Eredmény | Ellenfél Eredmény                       | Ellenfél Eredmény                    | Ellenfél Eredmény                   | Ellenfél Eredmény                       | Ellenfél Eredmény | Helyezés    |
| --------------- | ----------- | ----------------------------------- | ---------------------------------- | ----------------------------- | ----------------- | ----------------- | --------------------------------------- | ------------------------------------ | ----------------------------------- | --------------------------------------- | ----------------- | ----------- |
| Kenji Uematsu   | Légsúly     |                                     | Nesztor Hergiani (GEO) · 0010-1001 |                               |                   |                   | Bazarbek Donbaj (KAZ) · 0200-0001       | Jevgenyij Sztanyev (RUS) · 0001-0000 | Reváz Zintirídisz (GRE) · 1000-0100 | Hasbátarín Cagánbátar (MGL) · 0000-0010 |                   | 5.          |
| Óscar Peñas     | Harmatsúly  |                                     | Melvin Méndez (PUR) · 1000-0000    | Jozef Krnáč (SVK) · 0000-1011 |                   |                   | Abdou Alassane Dji Bo (NIG) · 1101-0000 | Ammár Merídzsa (ALG) · 0020-0001     | João Pina (POR) · 0010-0002         | Georgi Georgiev (BUL) · 0000-0001       |                   | 5.          |
| Kiyoshi Uematsu | Könnyűsúly  | Leandro Guilheiro (BRA) · 0000-0010 | kiesett                            | kiesett                       | kiesett           | kiesett           |                                         |                                      |                                     |                                         |                   | helyezetlen |
| Ricardo Echarte | Váltósúly   |                                     | Reza Csáhhandag (IRI) · 0000-1000  | kiesett                       | kiesett           | kiesett           |                                         |                                      |                                     |                                         |                   | helyezetlen |
| David Alarza    | Középsúly   |                                     | Valentin Hrekov (UKR) · 0010-0111  | kiesett                       | kiesett           | kiesett           |                                         |                                      |                                     |                                         |                   | helyezetlen |
| Aytami Ruano    | Nehézsúly   | Kim Szongbom (KOR) · 0001-0010      | kiesett                            | kiesett                       | kiesett           | kiesett           |                                         |                                      |                                     |                                         |                   | helyezetlen |

Női
| Versenyző         | Versenyszám  | Selejtező                        | Nyolcaddöntő                     | Negyeddöntő       | Elődöntő          | Vigaszág első kör                | Vigaszág negyeddöntő              | Vigaszág elődöntő                  | Bronz- mérkőzés                      | Döntő             | Helyezés    |
| Versenyző         | Versenyszám  | Ellenfél Eredmény                | Ellenfél Eredmény                | Ellenfél Eredmény | Ellenfél Eredmény | Ellenfél Eredmény                | Ellenfél Eredmény                 | Ellenfél Eredmény                  | Ellenfél Eredmény                    | Ellenfél Eredmény | Helyezés    |
| ----------------- | ------------ | -------------------------------- | -------------------------------- | ----------------- | ----------------- | -------------------------------- | --------------------------------- | ---------------------------------- | ------------------------------------ | ----------------- | ----------- |
| Isabel Fernández  | Könnyűsúly   | Ivonne Bönisch (GER) · 0011-0121 |                                  |                   |                   | Jessica García (PUR) · 1011-0000 | Kuszakabe Kie (JPN) · 0010-0001   | Cinzia Cavazzuti (ITA) · 0010-0001 | Jurisleidi Lupetej (CUB) · 0000-0010 |                   | 5.          |
| Sara Álvarez      | Váltósúly    | Lucie Décosse (FRA) · 0001-1000  | kiesett                          | kiesett           | kiesett           |                                  |                                   |                                    |                                      |                   | helyezetlen |
| Cecilia Blanco    | Középsúly    | Friba Razayee (AFG) · 1000-0000  | Edith Bosch (NED) · 0101-0111    |                   |                   |                                  | Elizabeth Copes (ARG) · 1011-0000 | Csin Tung-ja (CHN) · 0000-1002     | kiesett                              |                   | 7.          |
| Esther San Miguel | Félnehézsúly |                                  | Rachel Wilding (GBR) · 0011-1011 | kiesett           | kiesett           |                                  |                                   |                                    |                                      |                   | helyezetlen |

## Evezés
Férfi
| Versenyző                                                     | Versenyszám                          | Előfutam | Előfutam | Vigaszág | Vigaszág | Elődöntő | Elődöntő | Elődöntő | Döntő | Döntő   | Döntő | Helyezés |
| Versenyző                                                     | Versenyszám                          | Idő      | Hely.    | Idő      | Hely.    | Típus    | Idő      | Hely.    | Típus | Idő     | Hely. | Helyezés |
| ------------------------------------------------------------- | ------------------------------------ | -------- | -------- | -------- | -------- | -------- | -------- | -------- | ----- | ------- | ----- | -------- |
| Rubén Álvarez Juan Zunzunegui                                 | Könnyűsúlyú kétpárevezős             | 6:23,23  | 3.       | 6:26,66  | 2.       | A/B      | 6:30,15  | 6.       | B     | 6:46,48 | 2.    | 8.       |
| Mario Arranz Jesús González Carlos Loriente Alberto Domínguez | Könnyűsúlyú kormányos nélküli négyes | 6:11,70  | 5.       | 5:56,15  | 3.       | A/B      | 6:07,01  | 6.       | B     | 6:26,15 | 6.    | 12.      |

Női
| Versenyző             | Versenyszám              | Előfutam | Előfutam | Vigaszág | Vigaszág | Elődöntő | Elődöntő | Elődöntő | Döntő | Döntő   | Döntő | Helyezés |
| Versenyző             | Versenyszám              | Idő      | Hely.    | Idő      | Hely.    | Típus    | Idő      | Hely.    | Típus | Idő     | Hely. | Helyezés |
| --------------------- | ------------------------ | -------- | -------- | -------- | -------- | -------- | -------- | -------- | ----- | ------- | ----- | -------- |
| Nuria Domínguez       | Egypárevezős             | 7:55,60  | 4.       | 7:40,31  | 2.       | A/B      | 7:43,59  | 3.       | A     | 7:49,11 | 6.    | 6.       |
| María Mas Eva Mirones | Könnyűsúlyú kétpárevezős | 7:02,33  | 3.       | 7:02,91  | 3.       | A/B      | 7:09,21  | 6.       | B     | 7:41,23 | 5.    | 11.      |

## Gyeplabda

### Férfi
| #               | Név                |         |         |         |         |         |         |         |
| Kapusok         | Kapusok            | Kapusok | Kapusok | Kapusok | Kapusok | Kapusok | Kapusok | Kapusok |
| --------------- | ------------------ | ------- | ------- | ------- | ------- | ------- | ------- | ------- |
| 1               | Bernardino Herrera |         |         |         |         |         |         |         |
| 19              | Javier Bruses      |         |         |         |         |         |         |         |
| Mezőnyjátékosok |                    |         |         |         |         |         |         |         |
| 2               | Santi Freixa       |         |         |         |         |         |         |         |
| 5               | Francisco Fábregas |         |         |         |         |         |         |         |
| 7               | Juan Escarré (CSK) |         |         |         |         |         |         |         |
| 8               | Alexandre Fabregas |         |         |         |         |         |         |         |
| 9               | Pablo Amat         |         |         |         |         |         |         |         |
| 10              | Eduardo Tubau      |         |         |         |         |         |         |         |
| 11              | Eduardo Aguilar    |         |         |         |         |         |         |         |
| 13              | Ramón Alegre       |         |         |         |         |         |         |         |
| 14              | Josep Sánchez      |         |         |         |         |         |         |         |
| 15              | Víctor Sojo        |         |         |         |         |         |         |         |
| 16              | Xavier Ribas       |         |         |         |         |         |         |         |
| 17              | Albert Sala        |         |         |         |         |         |         |         |
| 18              | Rodrigo Garza      |         |         |         |         |         |         |         |
| 23              | David Alegre       |         |         |         |         |         |         |         |
| Tartalékok      |                    |         |         |         |         |         |         |         |
| Vezetőedző      |                    |         |         |         |         |         |         |         |
|                 | Maurits Hendriks   |         |         |         |         |         |         |         |

#### Eredmények
Csoportkör
A csoport
| Csapat               | M | Gy | D | V | G+ | G– | Gk  | P  |
| -------------------- | - | -- | - | - | -- | -- | --- | -- |
| Spanyolország (ESP)  | 5 | 3  | 2 | 0 | 14 | 3  | +11 | 11 |
| Németország (GER)    | 5 | 3  | 2 | 0 | 15 | 6  | +9  | 11 |
| Pakisztán (PAK)      | 5 | 3  | 0 | 2 | 19 | 8  | +11 | 9  |
| Dél-Korea (KOR)      | 5 | 2  | 2 | 1 | 17 | 8  | +9  | 8  |
| Nagy-Britannia (GBR) | 5 | 1  | 0 | 4 | 9  | 21 | –12 | 3  |
| Egyiptom (EGY)       | 5 | 0  | 0 | 5 | 2  | 30 | –28 | 0  |

| 2004. augusztus 15. 18:00 | Dél-Korea (KOR)   | 1–1        | Spanyolország (ESP) | Játékvezetők: Sumesh Putra (CAN), Peter Elders (NED) |
| 2004. augusztus 15. 18:00 | Ju Hjoszik 16'    | (1–0)      | Freixa 43'          | Játékvezetők: Sumesh Putra (CAN), Peter Elders (NED) |
| 2004. augusztus 15. 18:00 | Csi Szonghvan 19' | Büntetések |                     | Játékvezetők: Sumesh Putra (CAN), Peter Elders (NED) |

| 2004. augusztus 17. 20:30 | Spanyolország (ESP)                      | 1–1        | Németország (GER) | Játékvezetők: Henrik Ehlers (DEN), Murray Grime (AUS) |
| 2004. augusztus 17. 20:30 | Freixa 28'                               | (1–0)      | Bechmann 64'      | Játékvezetők: Henrik Ehlers (DEN), Murray Grime (AUS) |
| 2004. augusztus 17. 20:30 | Amat 20' Alegre 40' Ribas 42' Freixa 69' | Büntetések | Michel 61'        | Játékvezetők: Henrik Ehlers (DEN), Murray Grime (AUS) |

| 2004. augusztus 19. 18:30 | Nagy-Britannia (GBR) | 1–5   | Spanyolország (ESP)                        | Játékvezetők: Satinder Kumar (IND), Christian Blasch (GER) |
| 2004. augusztus 19. 18:30 | Middleton 57'        | (0–3) | Amat 7', 38' · Freixa 32', 35' · Ribas 61' | Játékvezetők: Satinder Kumar (IND), Christian Blasch (GER) |

| 2004. augusztus 21. 20:00 | Spanyolország (ESP)             | 4–0   | Pakisztán (PAK) | Játékvezetők: Peter Elders (NED), John Wright (RSA) |
| 2004. augusztus 21. 20:00 | Tubau 6', 35', 41' · Freixa 63' | (2–0) |                 | Játékvezetők: Peter Elders (NED), John Wright (RSA) |

| 2004. augusztus 23. 10:30 | Spanyolország (ESP)      | 3–0        | Egyiptom (EGY)                | Játékvezetők: David Leiper (GBR), Han Jin-Soo (KOR) |
| 2004. augusztus 23. 10:30 | Tubau 6', 65' · Amat 62' | (1–0)      |                               | Játékvezetők: David Leiper (GBR), Han Jin-Soo (KOR) |
| 2004. augusztus 23. 10:30 |                          | Büntetések | Y. Mohamed 47' A. Mohamed 50' | Játékvezetők: David Leiper (GBR), Han Jin-Soo (KOR) |

Elődöntő
| 2004. augusztus 25. 21:00 | Spanyolország (ESP)       | 3–6        | Ausztrália (AUS)                                           | Játékvezetők: John Wright (RSA), Henrik Ehlers (DEN) |
| 2004. augusztus 25. 21:00 | Tubau 8' · Ribas 49', 67' | (1–3)      | Elder 3' · McCann 23', 44' · Wells 27' · Schubert 51', 53' | Játékvezetők: John Wright (RSA), Henrik Ehlers (DEN) |
| 2004. augusztus 25. 21:00 |                           | Büntetések | Hammond 54'                                                | Játékvezetők: John Wright (RSA), Henrik Ehlers (DEN) |

Bronzmérkőzés
| 2004. augusztus 27. 18:00 | Németország (GER)                                                  | 4–3 (h. u.) | Spanyolország (ESP)         | Játékvezetők: Murray Grime (AUS), Henrik Ehlers (DEN) |
| 2004. augusztus 27. 18:00 | Reinelt 22' · Duckwitz 45' · Emmerling 49' · Michel 75' (aranygól) | (1–1, 3–3)  | Freixa 31' · Tubau 39', 47' | Játékvezetők: Murray Grime (AUS), Henrik Ehlers (DEN) |
| 2004. augusztus 27. 18:00 | Eimer 12'                                                          | Büntetések  |                             | Játékvezetők: Murray Grime (AUS), Henrik Ehlers (DEN) |

| Csapat              | Helyezés |
| ------------------- | -------- |
| Spanyolország (ESP) | 4.       |

### Női
| #               | Név                       |         |         |         |         |         |         |         |
| Kapusok         | Kapusok                   | Kapusok | Kapusok | Kapusok | Kapusok | Kapusok | Kapusok | Kapusok |
| --------------- | ------------------------- | ------- | ------- | ------- | ------- | ------- | ------- | ------- |
| 1               | María Jesús Rosa          |         |         |         |         |         |         |         |
| 19              | Maider Luengo             |         |         |         |         |         |         |         |
| Mezőnyjátékosok |                           |         |         |         |         |         |         |         |
| 3               | Rocío Ybarra              |         |         |         |         |         |         |         |
| 4               | Bárbara Malda             |         |         |         |         |         |         |         |
| 5               | Mónica Rueda              |         |         |         |         |         |         |         |
| 6               | Silvia Bonastre           |         |         |         |         |         |         |         |
| 7               | María del Carmen Martín   |         |         |         |         |         |         |         |
| 8               | Marta Prat                |         |         |         |         |         |         |         |
| 9               | Silvia Muñoz              |         |         |         |         |         |         |         |
| 10              | Lucía López               |         |         |         |         |         |         |         |
| 11              | María del Mar Feito (CSK) |         |         |         |         |         |         |         |
| 12              | Maider Tellería           |         |         |         |         |         |         |         |
| 15              | Erdoitza Goikoetxea       |         |         |         |         |         |         |         |
| 17              | Nuria Camón               |         |         |         |         |         |         |         |
| 18              | Ana Raquel Pérez          |         |         |         |         |         |         |         |
| 21              | Esther Termens            |         |         |         |         |         |         |         |
| Tartalékok      |                           |         |         |         |         |         |         |         |
| Vezetőedző      |                           |         |         |         |         |         |         |         |
|                 | Pablo Usoz                |         |         |         |         |         |         |         |

#### Eredmények
Csoportkör
A csoport
| Csapat              | M | Gy | D | V | G+ | G– | Gk | P  |
| ------------------- | - | -- | - | - | -- | -- | -- | -- |
| Kína (CHN)          | 4 | 4  | 0 | 0 | 11 | 2  | +9 | 12 |
| Argentína (ARG)     | 4 | 3  | 0 | 1 | 12 | 4  | +8 | 9  |
| Japán (JPN)         | 4 | 2  | 0 | 2 | 5  | 7  | –2 | 6  |
| Új-Zéland (NZL)     | 4 | 1  | 0 | 3 | 3  | 9  | –6 | 3  |
| Spanyolország (ESP) | 4 | 0  | 0 | 4 | 3  | 12 | –9 | 0  |

| 2004. augusztus 14. 20:00 | Argentína (ARG)                                    | 4–0        | Spanyolország (ESP)      | Játékvezetők: Julie Ashton-Lucy (AUS), Ute Conen (GER) |
| 2004. augusztus 14. 20:00 | Stepnik 11' · Rognoni 25' · García 28' · Oneto 69' | (3–0)      |                          | Játékvezetők: Julie Ashton-Lucy (AUS), Ute Conen (GER) |
| 2004. augusztus 14. 20:00 |                                                    | Büntetések | Jesús Rosa 21' Camón 65' | Játékvezetők: Julie Ashton-Lucy (AUS), Ute Conen (GER) |

| 2004. augusztus 18. 8:30 | Kína (CHN)                                             | 3–0        | Spanyolország (ESP) | Játékvezetők: Sarah Garnet (NZL), Minka Woolley (AUS) |
| 2004. augusztus 18. 8:30 | Tang Csun-ling 14' · Fu Pao-zsung 35' · Kao Li-hua 58' | (2–0)      |                     | Játékvezetők: Sarah Garnet (NZL), Minka Woolley (AUS) |
| 2004. augusztus 18. 8:30 | Li Suang 63'                                           | Büntetések | López 4'            | Játékvezetők: Sarah Garnet (NZL), Minka Woolley (AUS) |

| 2004. augusztus 20. 20:00 | Spanyolország (ESP) | 1–2   | Japán (JPN)                | Játékvezetők: Jean Duncan (GBR), Ute Conen (GER) |
| 2004. augusztus 20. 20:00 | Termens 67'         | (0–2) | Morimoto 5' · Komazava 34' | Játékvezetők: Jean Duncan (GBR), Ute Conen (GER) |

| 2004. augusztus 22. 10:30 | Spanyolország (ESP)               | 2–3        | Új-Zéland (NZL)                             | Játékvezetők: Chieko Akiyama (JPN), Julie Ashton-Lucy (AUS) |
| 2004. augusztus 22. 10:30 | Goikoetxea 21', 40'               | (1–2)      | Claxton 21' · Roberts-Lang 30' · Igasan 50' | Játékvezetők: Chieko Akiyama (JPN), Julie Ashton-Lucy (AUS) |
| 2004. augusztus 22. 10:30 | Mar Feito 21' Rueda 28' Camón 60' | Büntetések |                                             | Játékvezetők: Chieko Akiyama (JPN), Julie Ashton-Lucy (AUS) |

A 9. helyért
| 2004. augusztus 26. 9:00 | Spanyolország (ESP)                      | 3–4 (h. u.) | Dél-afrikai Köztársaság (RSA)                        | Játékvezetők: Lyn Farrell (NZL), Minka Woolley (AUS) |
| 2004. augusztus 26. 9:00 | Ybarra 23' · Mar Feito 49' · Termens 60' | (1–2, 3–3)  | Coetzee 28' · Pholo 33' · Wilson 60', 73' (aranygól) | Játékvezetők: Lyn Farrell (NZL), Minka Woolley (AUS) |
| 2004. augusztus 26. 9:00 | Raquel Pérez 15' Muñoz 42' Mar Feito 48' | Büntetések  | Wilson 26'                                           | Játékvezetők: Lyn Farrell (NZL), Minka Woolley (AUS) |

| Csapat              | Helyezés |
| ------------------- | -------- |
| Spanyolország (ESP) | 10.      |

## Íjászat
Férfi
| Versenyző    | Versenyszám | Selejtező | Selejtező | 64-es főtábla                             | 32-es főtábla     | Nyolcaddöntő      | Negyeddöntő       | Elődöntő          | Döntő             | Helyezés |
| Versenyző    | Versenyszám | Pont      | Kiemelt   | Ellenfél Eredmény                         | Ellenfél Eredmény | Ellenfél Eredmény | Ellenfél Eredmény | Ellenfél Eredmény | Ellenfél Eredmény | Helyezés |
| ------------ | ----------- | --------- | --------- | ----------------------------------------- | ----------------- | ----------------- | ----------------- | ----------------- | ----------------- | -------- |
| Felipe López | Egyéni      | 641       | 40.       | Olekszandr Szergyuk (UKR) (25.) · 141-164 | kiesett           | kiesett           | kiesett           | kiesett           | kiesett           | 46.      |

Női
| Versenyző         | Versenyszám | Selejtező | Selejtező | 64-es főtábla                            | 32-es főtábla                         | Nyolcaddöntő                          | Negyeddöntő       | Elődöntő          | Döntő             | Helyezés |
| Versenyző         | Versenyszám | Pont      | Kiemelt   | Ellenfél Eredmény                        | Ellenfél Eredmény                     | Ellenfél Eredmény                     | Ellenfél Eredmény | Ellenfél Eredmény | Ellenfél Eredmény | Helyezés |
| ----------------- | ----------- | --------- | --------- | ---------------------------------------- | ------------------------------------- | ------------------------------------- | ----------------- | ----------------- | ----------------- | -------- |
| Almudena Gallardo | Egyéni      | 631       | 24.       | Hatuna Narimanidze (GEO) (41.) · 148-132 | Jasmin Figueroa (PHI) (56.) · 152-150 | Evangelía Pszára (GRE) (8.) · 152-160 | kiesett           | kiesett           | kiesett           | 13.      |

## Kajak-kenu

### Síkvízi
Férfi
| Versenyző                      | Versenyszám         | Előfutam | Előfutam | Előfutam | Elődöntő | Elődöntő | Elődöntő | Döntő    | Döntő    |
| Versenyző                      | Versenyszám         | Idő      | Hely.    | Össz.    | Idő      | Hely.    | Össz.    | Idő      | Helyezés |
| ------------------------------ | ------------------- | -------- | -------- | -------- | -------- | -------- | -------- | -------- | -------- |
| Carlos Pérez                   | Kajak egyes 500 m   | 1:40,149 | 5.       | 16.      | 1:41,335 | 6.       | 18.      | kiesett  | kiesett  |
| Damián Vindel Francisco Llera  | Kajak kettes 500 m  | 1:32,846 | 3.       | 12.      | 1:30,998 | 3.       | 4.       | 1:29,532 | 6.       |
| Javier Hernanz Pablo Baños     | Kajak kettes 1000 m | 3:12,216 | 4.       | 7.       | 3:13,701 | 4.       | 4.       | kiesett  | kiesett  |
| David Cal                      | Kenu egyes 500 m    | 1:48,397 | 1. D     | 2.       |          |          |          | 1:46,723 |          |
| David Cal                      | Kenu egyes 1000 m   | 3:50,091 | 1. D     | 3.       |          |          |          | 3:46,201 |          |
| José Alfredo Bea David Mascató | Kenu kettes 500 m   | 1:43,708 | 6.       | 10.      | 1:43,160 | 5.       | 5.       | kiesett  | kiesett  |
| José Alfredo Bea David Mascató | Kenu kettes 1000 m  | 3:32,355 | 4.       | 9.       | 3:31,876 | 1.       | 1.       | 3:45,766 | 7.       |

Női
| Versenyző                                                         | Versenyszám        | Előfutam | Előfutam | Előfutam | Elődöntő | Elődöntő | Elődöntő | Döntő    | Döntő    |
| Versenyző                                                         | Versenyszám        | Idő      | Hely.    | Össz.    | Idő      | Hely.    | Össz.    | Idő      | Helyezés |
| ----------------------------------------------------------------- | ------------------ | -------- | -------- | -------- | -------- | -------- | -------- | -------- | -------- |
| Beatriz Manchón Teresa Portela                                    | Kajak kettes 500 m | 1:41,388 | 2. D     | 5.       |          |          |          | 1:42,409 | 5.       |
| María Isabel García Beatriz Manchón Jana Smidaková Teresa Portela | Kajak négyes 500 m | 1:34,525 | 3. D     | 6.       |          |          |          | 1:37,908 | 5.       |

### Szlalom
Férfi
| Versenyző        | Versenyszám | Selejtező | Selejtező | Selejtező | Selejtező | Selejtező  | Selejtező  | Elődöntő | Elődöntő | Döntő   | Döntő   | Összesítés | Összesítés |
| Versenyző        | Versenyszám | 1. futam  | 1. futam  | 2. futam  | 2. futam  | Összesítés | Összesítés | Elődöntő | Elődöntő | Döntő   | Döntő   | Összesítés | Összesítés |
| Versenyző        | Versenyszám | Pont      | Hely.     | Pont      | Hely.     | Pont       | Hely.      | Pont     | Hely.    | Pont    | Hely.   | Pont       | Helyezés   |
| ---------------- | ----------- | --------- | --------- | --------- | --------- | ---------- | ---------- | -------- | -------- | ------- | ------- | ---------- | ---------- |
| Carles Joanmartí | Kajak egyes | 99,47     | 15.       | 96,61     | 7.*       | 196,08     | 13.        | 97,73    | 11.      | kiesett | kiesett | kiesett    | kiesett    |
| Jordi Sangrá     | Kenu egyes  | 108,48    | 14.       | 104,06    | 9.        | 212,54     | 11.        | 99,84    | 6.       | 100,57  | 7.      | 200,41     | 7.         |

* - egy másik versenyzővel azonos pontszámmal végzett

## Kerékpározás

### Hegyi-kerékpározás
| Versenyző            | Versenyszám        | Idő             | Helyezés      |
| -------------------- | ------------------ | --------------- | ------------- |
| Iván Álvarez         | Férfi terepverseny | 2:23:08 (+8:06) | 16.           |
| José Antonio Hermida | Férfi terepverseny | 2:16:02 (+1:00) |               |
| Marga Fullana        | Női terepverseny   | nem ért célba   | nem ért célba |

### Országúti kerékpározás
Férfi
| Versenyző                 | Versenyszám   | Idő                   | Helyezés      |
| ------------------------- | ------------- | --------------------- | ------------- |
| Igor Astarloa             | Mezőnyverseny | nem ért célba         | nem ért célba |
| Óscar Freire              | Mezőnyverseny | nem ért célba         | nem ért célba |
| Alejandro Valverde        | Mezőnyverseny | 5:44:13 (+2:29)       | 47.           |
| Igor González de Galdeano | Mezőnyverseny | nem ért célba         | nem ért célba |
| Igor González de Galdeano | Időfutam      | 59:27,25 (+1:55,51)   | 9.            |
| José Iván Gutiérrez       | Időfutam      | 1:00:22,80 (+2:51,06) | 16.           |
| José Iván Gutiérrez       | Mezőnyverseny | nem ért célba         | nem ért célba |

Női
| Versenyző                   | Versenyszám   | Idő                 | Helyezés      |
| --------------------------- | ------------- | ------------------- | ------------- |
| Eneritz Iturriagaextebarria | Mezőnyverseny | 3:28:39 (+4:15)     | 34.           |
| Dori Ruano                  | Mezőnyverseny | nem ért célba       | nem ért célba |
| Dori Ruano                  | Időfutam      | 33:29,63 (+2:18,10) | 18.           |
| Joane Somarriba             | Időfutam      | 32:25,93 (+1:14,40) | 7.            |
| Joane Somarriba             | Mezőnyverseny | 3:25:06 (+0:42)     | 7.            |

### Pálya-kerékpározás
Sprintversenyek
| Versenyző                                    | Versenyszám         | Selejtező | Selejtező | 1. forduló                                                         | Vigaszág               | Vigaszág | 2. forduló                  | Vigaszág                                       | Vigaszág | 9–12. helyért                                                   | 9–12. helyért | Negyeddöntő          | 5–8. helyért           | 5–8. helyért | Elődöntő             | Döntő                | Helyezés |
| Versenyző                                    | Versenyszám         | Idő       | Hely.     | Ellenfél Győztes idő                                               | Ellenfelek Győztes idő | Hely.    | Ellenfél Győztes idő        | Ellenfelek Győztes idő                         | Hely.    | Ellenfelek Győztes idő                                          | Hely.         | Ellenfél Győztes idő | Ellenfelek Győztes idő | Hely.        | Ellenfél Győztes idő | Ellenfél Győztes idő | Helyezés |
| -------------------------------------------- | ------------------- | --------- | --------- | ------------------------------------------------------------------ | ---------------------- | -------- | --------------------------- | ---------------------------------------------- | -------- | --------------------------------------------------------------- | ------------- | -------------------- | ---------------------- | ------------ | -------------------- | -------------------- | -------- |
| José Villanueva                              | Férfi egyéni sprint | 10,446    | 8.        | Josiah Ng (MAS) · 11,234                                           |                        |          | Laurent Gané (FRA) · 10,772 | Barry Forde (BAR) · Teun Mulder (NED) · 11,294 | 3.       | Teun Mulder (NED) · Josiah Ng (MAS) · Sean Eadie (AUS) · 11,063 | 1.            |                      |                        |              |                      |                      | 9.       |
| José Escuredo Salvador Meliá José Villanueva | Férfi csapatsprint  | 44,452    | 4.        | Ausztrália (AUS) · Ryan Bayley · Sean Eadie · Shane Kelly · 44,320 |                        |          |                             |                                                |          |                                                                 |               |                      |                        |              |                      | kiesett              | 7.       |

Üldözőversenyek
| Versenyző                                                | Versenyszám                | Selejtező | Selejtező | Elődöntő                                                                                           | Elődöntő  | Elődöntő | Döntő | Döntő     | Döntő    |
| Versenyző                                                | Versenyszám                | Idő       | Hely.     | Ellenfél Idő                                                                                       | Saját idő | Hely.    | Ellenfél Idő | Saját idő | Helyezés |
| -------------------------------------------------------- | -------------------------- | --------- | --------- | -------------------------------------------------------------------------------------------------- | --------- | -------- | --- | --------- | -------- |
| Carlos Castaño                                           | Férfi egyéni üldözőverseny | 4:27,871  | 12.       | kiesett                                                                                            | kiesett   | kiesett  | kiesett | kiesett   | kiesett  |
| Sergi Escobar                                            | Férfi egyéni üldözőverseny | 4:16,862  | 2.        | Luke Roberts (AUS) · 4:20,336                                                                      | 4:19,581  | 1.       | Bronzmérkőzés · Rob Hayles (GBR) · 4:22,291                                                                     | 4:17,947  |          |
| Carlos Castaño Sergi Escobar Asier Maeztu Carlos Torrent | Férfi csapat üldözőverseny | 4:04,421  | 3.        | Ukrajna (UKR) · Volodimir Gyugya · Roman Kononenko · Szerhij Matvjejev · Vitalij Popkov · 4:05,266 | 4:02,374  | 1.       | Bronzmérkőzés · Németország (GER) · Robert Bartko · Guido Fulst · Christian Lademann · Leif Lampater · 4:07,193 | 4:05,523  |          |

Időfutam
| Név         | Versenyszám           | Idő      | Helyezés |
| ----------- | --------------------- | -------- | -------- |
| Rubén Donet | Férfi egyéni időfutam | 1:03,505 | 12.      |

Keirin
| Versenyző               | Versenyszám  | 1. forduló | Vigaszág | 2. forduló | Döntő    | Helyezés    |
| Versenyző               | Versenyszám  | Helyezés   | Helyezés | Helyezés   | Helyezés | Helyezés    |
| ----------------------- | ------------ | ---------- | -------- | ---------- | -------- | ----------- |
| José Antonio Escuredo   | Férfi keirin | 2.         |          | 3.         | 2.       |             |
| José Antonio Villanueva | Férfi keirin | lekörözték | 3.       | kiesett    | kiesett  | helyezetlen |

Pontversenyek
| Versenyző                     | Versenyszám       | Pont | Helyezés |
| ----------------------------- | ----------------- | ---- | -------- |
| Joan Llaneras                 | Férfi pontverseny | 82   |          |
| Gema Pascual                  | Női pontverseny   | 7    | 7.       |
| Miguel Alzamora Joan Llaneras | Férfi madison     | 7    | 6.       |

## Kézilabda

### Férfi

#### Eredmények
Csoportkör
A csoport
| Csapat              | M | Gy | D | V | G+  | G–  | Gk  | P  |
| ------------------- | - | -- | - | - | --- | --- | --- | -- |
| Horvátország (CRO)  | 5 | 5  | 0 | 0 | 146 | 129 | +17 | 10 |
| Spanyolország (ESP) | 5 | 4  | 0 | 1 | 154 | 137 | +17 | 8  |
| Dél-Korea (KOR)     | 5 | 2  | 0 | 3 | 148 | 148 | 0   | 4  |
| Oroszország (RUS)   | 5 | 2  | 0 | 3 | 145 | 145 | 0   | 4  |
| Izland (ISL)        | 5 | 1  | 0 | 4 | 143 | 158 | –15 | 2  |
| Szlovénia (SLO)     | 5 | 1  | 0 | 4 | 130 | 149 | –19 | 2  |

| 2004. augusztus 14. 09:30 | Spanyolország (ESP) | 31–30   | Dél-Korea (KOR)               | Sports Pavillion, Athén Játékvezetők: Bavas, Migas (GRE) |
| 2004. augusztus 14. 09:30 | García 6            | (17–12) | Jun Gjongszin, Pek Voncshol 6 | Sports Pavillion, Athén Játékvezetők: Bavas, Migas (GRE) |
| 2004. augusztus 14. 09:30 | 8× 3× 1×            |         | 3× 4× 1×                      | Sports Pavillion, Athén Játékvezetők: Bavas, Migas (GRE) |

| 2004. augusztus 16. 14:30 | Izland (ISL) | 23–31   | Spanyolország (ESP)  | Sports Pavillion, Athén Játékvezetők: Bord, Buy (FRA) |
| 2004. augusztus 16. 14:30 | Stefánsson 6 | (12–13) | Dujsebajev, Romero 5 | Sports Pavillion, Athén Játékvezetők: Bord, Buy (FRA) |
| 2004. augusztus 16. 14:30 | 3× 2×        |         | 3× 3×                | Sports Pavillion, Athén Játékvezetők: Bord, Buy (FRA) |

| 2004. augusztus 18. 19:30 | Spanyolország (ESP) | 29–26   | Oroszország (RUS) | Sports Pavillion, Athén Játékvezetők: Nachevski, Nachevski (MKD) |
| 2004. augusztus 18. 19:30 | három játékos 5     | (11–11) | Rasztvorcev 6     | Sports Pavillion, Athén Játékvezetők: Nachevski, Nachevski (MKD) |
| 2004. augusztus 18. 19:30 | 6× 3×               |         | 7× 3× 1×          | Sports Pavillion, Athén Játékvezetők: Nachevski, Nachevski (MKD) |

| 2004. augusztus 20. 11:30 | Spanyolország (ESP) | 41–28   | Szlovénia (SLO)   | Sports Pavillion, Athén Játékvezetők: Lemme, Ullrich (GER) |
| 2004. augusztus 20. 11:30 | Romero 7            | (18–15) | Tomšič, Pajovič 7 | Sports Pavillion, Athén Játékvezetők: Lemme, Ullrich (GER) |
| 2004. augusztus 20. 11:30 | 3× 2×               |         | 3× 4×             | Sports Pavillion, Athén Játékvezetők: Lemme, Ullrich (GER) |

| 2004. augusztus 22. 11:30 | Horvátország (CRO) | 30–22  | Spanyolország (ESP) | Sports Pavillion, Athén Játékvezetők: Baum, Goralczyk (POL) |
| 2004. augusztus 22. 11:30 | Džomba 7           | (15–9) | García 5            | Sports Pavillion, Athén Játékvezetők: Baum, Goralczyk (POL) |
| 2004. augusztus 22. 11:30 | 1× 3×              |        | 4× 3×               | Sports Pavillion, Athén Játékvezetők: Baum, Goralczyk (POL) |

Negyeddöntő
| 2004. augusztus 24. 19:30 | Németország (GER)                        | 30–30 (h. u.)         | Spanyolország (ESP)                      | Sports Pavillion, Athén Játékvezetők: Arnaldsson, Vidarsson (ISL) |
| 2004. augusztus 24. 19:30 | Schwarzer, Stephan 9                     | (15–16, 27–27, 28–28) | Garcia 7                                 | Sports Pavillion, Athén Játékvezetők: Arnaldsson, Vidarsson (ISL) |
| 2004. augusztus 24. 19:30 | 4× 3×                                    |                       | 4× 3×                                    | Sports Pavillion, Athén Játékvezetők: Arnaldsson, Vidarsson (ISL) |
| 2004. augusztus 24. 19:30 | Büntetőpárbaj:                           |                       |                                          | Sports Pavillion, Athén Játékvezetők: Arnaldsson, Vidarsson (ISL) |
| 2004. augusztus 24. 19:30 | Kretzschmar Kehrmann Jansen Baur Stephan | 2 – 0                 | Hernández Belaustegui García O’Callaghan | Sports Pavillion, Athén Játékvezetők: Arnaldsson, Vidarsson (ISL) |

Az 5–8. helyért
| 2004. augusztus 27. 9:30 | Spanyolország (ESP) | 27–29   | Franciaország (FRA) | Sports Pavillion, Athén Játékvezetők: Boye, Jensen (DEN) |
| 2004. augusztus 27. 9:30 | Romero, Ortega 5    | (13–11) | Burdet, Girault 8   | Sports Pavillion, Athén Játékvezetők: Boye, Jensen (DEN) |
| 2004. augusztus 27. 9:30 | 3× 3×               |         | 4× 3×               | Sports Pavillion, Athén Játékvezetők: Boye, Jensen (DEN) |

A 7. helyért
| 2004. augusztus 28. 14:30 | Dél-Korea (KOR) | 24–31   | Spanyolország (ESP) | Sports Pavillion, Athén Játékvezetők: Gardinovacki, Maric (SCG) |
| 2004. augusztus 28. 14:30 | Jun Gjongszin 7 | (11–12) | Colón 7             | Sports Pavillion, Athén Játékvezetők: Gardinovacki, Maric (SCG) |
| 2004. augusztus 28. 14:30 | 2× 3×           |         | 2× 3×               | Sports Pavillion, Athén Játékvezetők: Gardinovacki, Maric (SCG) |

| Csapat              | Helyezés |
| ------------------- | -------- |
| Spanyolország (ESP) | 7.       |

### Női

#### Eredmények
Csoportkör
B csoport
| Csapat              | M | Gy | D | V | G+  | G–  | Gk  | P |
| ------------------- | - | -- | - | - | --- | --- | --- | - |
| Dél-Korea (KOR)     | 4 | 3  | 1 | 0 | 135 | 103 | +32 | 7 |
| Dánia (DEN)         | 4 | 3  | 1 | 0 | 125 | 98  | +27 | 7 |
| Franciaország (FRA) | 4 | 2  | 0 | 2 | 105 | 106 | –1  | 4 |
| Spanyolország (ESP) | 4 | 0  | 1 | 3 | 86  | 110 | –24 | 1 |
| Angola (ANG)        | 4 | 0  | 1 | 3 | 97  | 131 | –34 | 1 |

| 2004. augusztus 15. 19:30 | Spanyolország (ESP) | 24–24   | Angola (ANG)          | Sports Pavillion, Athén Játékvezetők: Gardinovacki, Maric (SCG) |
| 2004. augusztus 15. 19:30 | Puche 13            | (14–10) | Fernandes, Dionísia 5 | Sports Pavillion, Athén Játékvezetők: Gardinovacki, Maric (SCG) |
| 2004. augusztus 15. 19:30 | 4× 3×               |         | 6× 2×                 | Sports Pavillion, Athén Játékvezetők: Gardinovacki, Maric (SCG) |

| 2004. augusztus 17. 21:30 | Franciaország (FRA) | 27–20   | Spanyolország (ESP) | Sports Pavillion, Athén Játékvezetők: Lemme, Ullrich (GER) |
| 2004. augusztus 17. 21:30 | Lejeune, Tervel 6   | (13–10) | Puche 5             | Sports Pavillion, Athén Játékvezetők: Lemme, Ullrich (GER) |
| 2004. augusztus 17. 21:30 | 4× 3×               |         | 3× 3×               | Sports Pavillion, Athén Játékvezetők: Lemme, Ullrich (GER) |

| 2004. augusztus 19. 21:30 | Spanyolország (ESP) | 21–23  | Dánia (DEN)         | Sports Pavillion, Athén Játékvezetők: Hassan, Aly (EGY) |
| 2004. augusztus 19. 21:30 | Mangué 6            | (8–14) | Thomsen, Andersen 4 | Sports Pavillion, Athén Játékvezetők: Hassan, Aly (EGY) |
| 2004. augusztus 19. 21:30 | 5× 3×               |        | 1× 4×               | Sports Pavillion, Athén Játékvezetők: Hassan, Aly (EGY) |

| 2004. augusztus 21. 19:30 | Dél-Korea (KOR)       | 36–21  | Spanyolország (ESP) | Sports Pavillion, Athén Játékvezetők: Pozeznik, Repensek (SLO) |
| 2004. augusztus 21. 19:30 | U Szonhi, I Szangun 7 | (20–7) | Gómez 5             | Sports Pavillion, Athén Játékvezetők: Pozeznik, Repensek (SLO) |
| 2004. augusztus 21. 19:30 | 3× 3×                 |        | 4× 3×               | Sports Pavillion, Athén Játékvezetők: Pozeznik, Repensek (SLO) |

Negyeddöntő
| 2004. augusztus 26. 14:30 | Ukrajna (UKR)   | 25–23  | Spanyolország (ESP) | Sports Pavillion, Athén Játékvezetők: Hansson, Olsson (SWE) |
| 2004. augusztus 26. 14:30 | három játékos 4 | (12–9) | Ortuno 6            | Sports Pavillion, Athén Játékvezetők: Hansson, Olsson (SWE) |
| 2004. augusztus 26. 14:30 | 4× 3×           |        | 2× 3×               | Sports Pavillion, Athén Játékvezetők: Hansson, Olsson (SWE) |

Az 5–8. helyért
| 2004. augusztus 28. 9:30 | Spanyolország (ESP) | 27–23   | Kína (CHN)   | Sports Pavillion, Athén Játékvezetők: Aly Hassan, Yasser (EGY) |
| 2004. augusztus 28. 9:30 | García, Puche 5     | (16–10) | Vang Sa-sa 7 | Sports Pavillion, Athén Játékvezetők: Aly Hassan, Yasser (EGY) |
| 2004. augusztus 28. 9:30 | 2× 4×               |         | 1× 3×        | Sports Pavillion, Athén Játékvezetők: Aly Hassan, Yasser (EGY) |

Az 5. helyért
| 2004. augusztus 29. 14:30 | Spanyolország (ESP) | 29–38   | Magyarország (HUN) | Sports Pavillion, Athén Játékvezetők: Boye, Jensen (DEN) |
| 2004. augusztus 29. 14:30 | Puche 7             | (15–22) | Radulovics 10      | Sports Pavillion, Athén Játékvezetők: Boye, Jensen (DEN) |
| 2004. augusztus 29. 14:30 | 3× 3×               |         | 6× 3×              | Sports Pavillion, Athén Játékvezetők: Boye, Jensen (DEN) |

| Csapat              | Helyezés |
| ------------------- | -------- |
| Spanyolország (ESP) | 6.       |

## Kosárlabda

### Férfi

#### Eredmények
Csoportkör
A csoport
| Csapat                      | M | Gy | V | P+  | P–  | Pk  | P  |
| --------------------------- | - | -- | - | --- | --- | --- | -- |
| Spanyolország (ESP)         | 5 | 5  | 0 | 405 | 349 | +56 | 10 |
| Olaszország (ITA)           | 5 | 3  | 2 | 371 | 341 | +30 | 8  |
| Argentína (ARG)             | 5 | 3  | 2 | 414 | 396 | +18 | 8  |
| Kína (CHN)                  | 5 | 2  | 3 | 303 | 382 | –79 | 7  |
| Új-Zéland (NZL)             | 5 | 1  | 4 | 399 | 413 | –14 | 6  |
| Szerbia és Montenegró (SCG) | 5 | 1  | 4 | 377 | 388 | –11 | 6  |

| 2004. augusztus 15. 14:35 | Kína (CHN)                               | 58–83     | Spanyolország (ESP) | Helliniko Indoor Arena, Athén Nézőszám: 9500 Játékvezetők: Lazaros Voreadis (GRE), Jorge Vazquez (PUR) |
| 2004. augusztus 15. 14:35 | (18–18, 12–24, 13–19, 15–22) Jegyzőkönyv |           |                     | Helliniko Indoor Arena, Athén Nézőszám: 9500 Játékvezetők: Lazaros Voreadis (GRE), Jorge Vazquez (PUR) |
| 2004. augusztus 15. 14:35 | Li Nan 14                                | Pont      | Gasol 21            | Helliniko Indoor Arena, Athén Nézőszám: 9500 Játékvezetők: Lazaros Voreadis (GRE), Jorge Vazquez (PUR) |
| 2004. augusztus 15. 14:35 | Jao Ming 8                               | Lepattanó | Gasol 10            | Helliniko Indoor Arena, Athén Nézőszám: 9500 Játékvezetők: Lazaros Voreadis (GRE), Jorge Vazquez (PUR) |
| 2004. augusztus 15. 14:35 | Liu Vej 2                                | Gólpassz  | Gasol, Calderón 2   | Helliniko Indoor Arena, Athén Nézőszám: 9500 Játékvezetők: Lazaros Voreadis (GRE), Jorge Vazquez (PUR) |

| 2004. augusztus 17. 20:00 | Spanyolország (ESP)                      | 87–76     | Argentína (ARG) | Helliniko Indoor Arena, Athén Nézőszám: 12 000 Játékvezetők: Lazaros Voreadis (ESP), Mike Homsy (CAN) |
| 2004. augusztus 17. 20:00 | (25–18, 10–22, 23–20, 29–16) Jegyzőkönyv |           |                 | Helliniko Indoor Arena, Athén Nézőszám: 12 000 Játékvezetők: Lazaros Voreadis (ESP), Mike Homsy (CAN) |
| 2004. augusztus 17. 20:00 | Gasol 26                                 | Pont      | Scola 28        | Helliniko Indoor Arena, Athén Nézőszám: 12 000 Játékvezetők: Lazaros Voreadis (ESP), Mike Homsy (CAN) |
| 2004. augusztus 17. 20:00 | Gasol 8                                  | Lepattanó | Scola 9         | Helliniko Indoor Arena, Athén Nézőszám: 12 000 Játékvezetők: Lazaros Voreadis (ESP), Mike Homsy (CAN) |
| 2004. augusztus 17. 20:00 | Calderón 5                               | Gólpassz  | három játékos 4 | Helliniko Indoor Arena, Athén Nézőszám: 12 000 Játékvezetők: Lazaros Voreadis (ESP), Mike Homsy (CAN) |

| 2004. augusztus 19. 11:15 | Olaszország (ITA)                        | 63–71     | Spanyolország (ESP) | Olympic Indoor Hall, Athén Nézőszám: 8950 Játékvezetők: Jose Carrion (PUR), Michael Aylen (AUS) |
| 2004. augusztus 19. 11:15 | (22–17, 11–18, 19–13, 11–23) Jegyzőkönyv |           |                     | Olympic Indoor Hall, Athén Nézőszám: 8950 Játékvezetők: Jose Carrion (PUR), Michael Aylen (AUS) |
| 2004. augusztus 19. 11:15 | Righetti 18                              | Pont      | Garbajosa 17        | Olympic Indoor Hall, Athén Nézőszám: 8950 Játékvezetők: Jose Carrion (PUR), Michael Aylen (AUS) |
| 2004. augusztus 19. 11:15 | Marconato, Chiacig 8                     | Lepattanó | Garbajosa 8         | Olympic Indoor Hall, Athén Nézőszám: 8950 Játékvezetők: Jose Carrion (PUR), Michael Aylen (AUS) |
| 2004. augusztus 19. 11:15 | Basile 3                                 | Gólpassz  | Garbajosa 3         | Olympic Indoor Hall, Athén Nézőszám: 8950 Játékvezetők: Jose Carrion (PUR), Michael Aylen (AUS) |

| 2004. augusztus 21. 11:15 | Spanyolország (ESP)                      | 76–68     | Szerbia és Montenegró (SCG) | Helliniko Indoor Arena, Athén Nézőszám: 10 350 Játékvezetők: Renato Santos (BRA), Jose Jeremias Reyes Ronfini (MEX) |
| 2004. augusztus 21. 11:15 | (18–14, 13–17, 20–21, 25–16) Jegyzőkönyv |           |                             | Helliniko Indoor Arena, Athén Nézőszám: 10 350 Játékvezetők: Renato Santos (BRA), Jose Jeremias Reyes Ronfini (MEX) |
| 2004. augusztus 21. 11:15 | Calderón 15                              | Pont      | Bodiroga 14                 | Helliniko Indoor Arena, Athén Nézőszám: 10 350 Játékvezetők: Renato Santos (BRA), Jose Jeremias Reyes Ronfini (MEX) |
| 2004. augusztus 21. 11:15 | Reyes 6                                  | Lepattanó | Tomašević 9                 | Helliniko Indoor Arena, Athén Nézőszám: 10 350 Játékvezetők: Renato Santos (BRA), Jose Jeremias Reyes Ronfini (MEX) |
| 2004. augusztus 21. 11:15 | Navarro, Garbajosa 3                     | Gólpassz  | Rakočević 3                 | Helliniko Indoor Arena, Athén Nézőszám: 10 350 Játékvezetők: Renato Santos (BRA), Jose Jeremias Reyes Ronfini (MEX) |

| 2004. augusztus 23. 9:00 | Spanyolország (ESP)                      | 88–84     | Új-Zéland (NZL) | Helliniko Indoor Arena, Athén Nézőszám: 4252 Játékvezetők: Jose Carrion (PUR), Mike Homsy (CAN) |
| 2004. augusztus 23. 9:00 | (19–11, 29–26, 25–31, 15–16) Jegyzőkönyv |           |                 | Helliniko Indoor Arena, Athén Nézőszám: 4252 Játékvezetők: Jose Carrion (PUR), Mike Homsy (CAN) |
| 2004. augusztus 23. 9:00 | Garbajosa 17                             | Pont      | Jones 23        | Helliniko Indoor Arena, Athén Nézőszám: 4252 Játékvezetők: Jose Carrion (PUR), Mike Homsy (CAN) |
| 2004. augusztus 23. 9:00 | Gasol 10                                 | Lepattanó | Marks 10        | Helliniko Indoor Arena, Athén Nézőszám: 4252 Játékvezetők: Jose Carrion (PUR), Mike Homsy (CAN) |
| 2004. augusztus 23. 9:00 | Calderón 3                               | Gólpassz  | Dickel 5        | Helliniko Indoor Arena, Athén Nézőszám: 4252 Játékvezetők: Jose Carrion (PUR), Mike Homsy (CAN) |

Negyeddöntő
| 2004. augusztus 26. 14:30 | Spanyolország (ESP)                      | 94–102    | Egyesült Államok (USA) | Olympic Indoor Hall, Athén Nézőszám: 14 500 Játékvezetők: Jose Jeremias Reyes Ronfini (MEX), Michael Aylen (AUS) |
| 2004. augusztus 26. 14:30 | (25–25, 18–19, 24–30, 27–28) Jegyzőkönyv |           |                        | Olympic Indoor Hall, Athén Nézőszám: 14 500 Játékvezetők: Jose Jeremias Reyes Ronfini (MEX), Michael Aylen (AUS) |
| 2004. augusztus 26. 14:30 | Gasol 29                                 | Pont      | Marbury 31             | Olympic Indoor Hall, Athén Nézőszám: 14 500 Játékvezetők: Jose Jeremias Reyes Ronfini (MEX), Michael Aylen (AUS) |
| 2004. augusztus 26. 14:30 | Calderón 7                               | Lepattanó | Odom, Marion 6         | Olympic Indoor Hall, Athén Nézőszám: 14 500 Játékvezetők: Jose Jeremias Reyes Ronfini (MEX), Michael Aylen (AUS) |
| 2004. augusztus 26. 14:30 | Gasol, Jiménez, Fernández 1              | Gólpassz  | Iverson, Marbury 4     | Olympic Indoor Hall, Athén Nézőszám: 14 500 Játékvezetők: Jose Jeremias Reyes Ronfini (MEX), Michael Aylen (AUS) |

A 7. helyért
| 2004. augusztus 15. 14:35 | Kína (CHN)                               | 58–83     | Spanyolország (ESP) | Helliniko Indoor Arena, Athén Nézőszám: 9500 Játékvezetők: Lazaros Voreadis (GRE), Jorge Vazquez (PUR) |
| 2004. augusztus 15. 14:35 | (18–18, 12–24, 13–19, 15–22) Jegyzőkönyv |           |                     | Helliniko Indoor Arena, Athén Nézőszám: 9500 Játékvezetők: Lazaros Voreadis (GRE), Jorge Vazquez (PUR) |
| 2004. augusztus 15. 14:35 | Li Nan 14                                | Pont      | Gasol 21            | Helliniko Indoor Arena, Athén Nézőszám: 9500 Játékvezetők: Lazaros Voreadis (GRE), Jorge Vazquez (PUR) |
| 2004. augusztus 15. 14:35 | Jao Ming 8                               | Lepattanó | Gasol 10            | Helliniko Indoor Arena, Athén Nézőszám: 9500 Játékvezetők: Lazaros Voreadis (GRE), Jorge Vazquez (PUR) |
| 2004. augusztus 15. 14:35 | Liu Vej 2                                | Gólpassz  | Gasol, Calderón 2   | Helliniko Indoor Arena, Athén Nézőszám: 9500 Játékvezetők: Lazaros Voreadis (GRE), Jorge Vazquez (PUR) |

| Csapat              | Helyezés |
| ------------------- | -------- |
| Spanyolország (ESP) | 7.       |

### Női

#### Eredmények
Csoportkör
B csoport
| Csapat                 | M | Gy | V | P+  | P–  | Pk   | P  |
| ---------------------- | - | -- | - | --- | --- | ---- | -- |
| Egyesült Államok (USA) | 5 | 5  | 0 | 430 | 285 | +145 | 10 |
| Spanyolország (ESP)    | 5 | 4  | 1 | 368 | 334 | +34  | 9  |
| Csehország (CZE)       | 5 | 3  | 2 | 408 | 375 | +33  | 8  |
| Új-Zéland (NZL)        | 5 | 2  | 3 | 321 | 414 | –93  | 7  |
| Kína (CHN)             | 5 | 1  | 4 | 360 | 406 | –46  | 6  |
| Dél-Korea (KOR)        | 5 | 0  | 5 | 320 | 393 | –73  | 5  |

| 2004. augusztus 14. 22:15 | Spanyolország (ESP)                             | 80–78 (h. u.) | Csehország (CZE) | Helliniko Indoor Arena, Athén Nézőszám: 2307 Játékvezetők: Mike Homsy (CAN), Michael Aylen (AUS) |
| 2004. augusztus 14. 22:15 | (24–22, 11–12, 15–11, 30–33, 13–11) Jegyzőkönyv |               |                  | Helliniko Indoor Arena, Athén Nézőszám: 2307 Játékvezetők: Mike Homsy (CAN), Michael Aylen (AUS) |
| 2004. augusztus 14. 22:15 | Palau, Valdemoro 14                             | Pont          | Večeřová 15      | Helliniko Indoor Arena, Athén Nézőszám: 2307 Játékvezetők: Mike Homsy (CAN), Michael Aylen (AUS) |
| 2004. augusztus 14. 22:15 | Cebrián 11                                      | Lepattanó     | Klimešová 8      | Helliniko Indoor Arena, Athén Nézőszám: 2307 Játékvezetők: Mike Homsy (CAN), Michael Aylen (AUS) |
| 2004. augusztus 14. 22:15 | Palau, Fernández 2                              | Gólpassz      | Hamzová 3        | Helliniko Indoor Arena, Athén Nézőszám: 2307 Játékvezetők: Mike Homsy (CAN), Michael Aylen (AUS) |

| 2004. augusztus 16. 16:45 | Kína (CHN)                              | 67–75     | Spanyolország (ESP) | Helliniko Indoor Arena, Athén Nézőszám: 1200 Játékvezetők: Renato Santos (BRA), Scott Butler (AUS) |
| 2004. augusztus 16. 16:45 | (10–34, 19–14, 15–22, 5–23) Jegyzőkönyv |           |                     | Helliniko Indoor Arena, Athén Nézőszám: 1200 Játékvezetők: Renato Santos (BRA), Scott Butler (AUS) |
| 2004. augusztus 16. 16:45 | Csen Nan 18                             | Pont      | Valdemoro 30        | Helliniko Indoor Arena, Athén Nézőszám: 1200 Játékvezetők: Renato Santos (BRA), Scott Butler (AUS) |
| 2004. augusztus 16. 16:45 | Csen Nan 9                              | Lepattanó | Pascua 8            | Helliniko Indoor Arena, Athén Nézőszám: 1200 Játékvezetők: Renato Santos (BRA), Scott Butler (AUS) |
| 2004. augusztus 16. 16:45 | Szung Hsziao-jün 4                      | Gólpassz  | Palau, Fernández 5  | Helliniko Indoor Arena, Athén Nézőszám: 1200 Játékvezetők: Renato Santos (BRA), Scott Butler (AUS) |

| 2004. augusztus 18. 22:15 | Spanyolország (ESP)                    | 91–57     | Új-Zéland (NZL)     | Helliniko Indoor Arena, Athén Nézőszám: 1350 Játékvezetők: Elizabeth Nanette Sisk (USA), Suguro Shoko (JPN) |
| 2004. augusztus 18. 22:15 | (32–8, 13–21, 20–9, 26–19) Jegyzőkönyv |           |                     | Helliniko Indoor Arena, Athén Nézőszám: 1350 Játékvezetők: Elizabeth Nanette Sisk (USA), Suguro Shoko (JPN) |
| 2004. augusztus 18. 22:15 | Palau 15                               | Pont      | Marino 21           | Helliniko Indoor Arena, Athén Nézőszám: 1350 Játékvezetők: Elizabeth Nanette Sisk (USA), Suguro Shoko (JPN) |
| 2004. augusztus 18. 22:15 | Pascua 10                              | Lepattanó | Loffhagen 8         | Helliniko Indoor Arena, Athén Nézőszám: 1350 Játékvezetők: Elizabeth Nanette Sisk (USA), Suguro Shoko (JPN) |
| 2004. augusztus 18. 22:15 | Palau 4                                | Gólpassz  | Marino, Loffhagen 3 | Helliniko Indoor Arena, Athén Nézőszám: 1350 Játékvezetők: Elizabeth Nanette Sisk (USA), Suguro Shoko (JPN) |

| 2004. augusztus 20. 14:30 | Egyesült Államok (USA)                   | 71–58     | Spanyolország (ESP) | Helliniko Indoor Arena, Athén Nézőszám: 1352 Játékvezetők: Christos Christodoulou (GRE), Tatiana Steigerwald (BRA) |
| 2004. augusztus 20. 14:30 | (19–16, 12–13, 19–12, 21–17) Jegyzőkönyv |           |                     | Helliniko Indoor Arena, Athén Nézőszám: 1352 Játékvezetők: Christos Christodoulou (GRE), Tatiana Steigerwald (BRA) |
| 2004. augusztus 20. 14:30 | Leslie 19                                | Pont      | Valdemoro 22        | Helliniko Indoor Arena, Athén Nézőszám: 1352 Játékvezetők: Christos Christodoulou (GRE), Tatiana Steigerwald (BRA) |
| 2004. augusztus 20. 14:30 | Leslie 9                                 | Lepattanó | Pascua 11           | Helliniko Indoor Arena, Athén Nézőszám: 1352 Játékvezetők: Christos Christodoulou (GRE), Tatiana Steigerwald (BRA) |
| 2004. augusztus 20. 14:30 | Staley 6                                 | Gólpassz  | Palau 3             | Helliniko Indoor Arena, Athén Nézőszám: 1352 Játékvezetők: Christos Christodoulou (GRE), Tatiana Steigerwald (BRA) |

| 2004. augusztus 22. 22:15 | Spanyolország (ESP)                      | 64–61     | Dél-Korea (KOR) | Helliniko Indoor Arena, Athén Nézőszám: 1152 Játékvezetők: Elizabeth Nanette Sisk (USA), Song Yanping (CHN) |
| 2004. augusztus 22. 22:15 | (14–11, 15–16, 17–19, 18–15) Jegyzőkönyv |           |                 | Helliniko Indoor Arena, Athén Nézőszám: 1152 Játékvezetők: Elizabeth Nanette Sisk (USA), Song Yanping (CHN) |
| 2004. augusztus 22. 22:15 | Valdemoro 11                             | Pont      | Pjon Jonha 19   | Helliniko Indoor Arena, Athén Nézőszám: 1152 Játékvezetők: Elizabeth Nanette Sisk (USA), Song Yanping (CHN) |
| 2004. augusztus 22. 22:15 | Pons 9                                   | Lepattanó | Kim Gjeljong 6  | Helliniko Indoor Arena, Athén Nézőszám: 1152 Játékvezetők: Elizabeth Nanette Sisk (USA), Song Yanping (CHN) |
| 2004. augusztus 22. 22:15 | Palau 3                                  | Gólpassz  | I Miszon 6      | Helliniko Indoor Arena, Athén Nézőszám: 1152 Játékvezetők: Elizabeth Nanette Sisk (USA), Song Yanping (CHN) |

Negyeddöntő
| 2004. augusztus 25. 20:00 | Spanyolország (ESP)                      | 63–67     | Brazília (BRA)     | Olympic Indoor Hall, Athén Nézőszám: 13 500 Játékvezetők: Lazaros Voreadis (GRE), Nancy Ethier (CAN) |
| 2004. augusztus 25. 20:00 | (16–14, 18–20, 12–15, 17–18) Jegyzőkönyv |           |                    | Olympic Indoor Hall, Athén Nézőszám: 13 500 Játékvezetők: Lazaros Voreadis (GRE), Nancy Ethier (CAN) |
| 2004. augusztus 25. 20:00 | Fernández 16                             | Pont      | Arcain 27          | Olympic Indoor Hall, Athén Nézőszám: 13 500 Játékvezetők: Lazaros Voreadis (GRE), Nancy Ethier (CAN) |
| 2004. augusztus 25. 20:00 | Pons 5                                   | Lepattanó | Sobral, Oliveira 8 | Olympic Indoor Hall, Athén Nézőszám: 13 500 Játékvezetők: Lazaros Voreadis (GRE), Nancy Ethier (CAN) |
| 2004. augusztus 25. 20:00 | Palau 3                                  | Gólpassz  | Cristina Luz 3     | Olympic Indoor Hall, Athén Nézőszám: 13 500 Játékvezetők: Lazaros Voreadis (GRE), Nancy Ethier (CAN) |

Az 5. helyért
| 2004. augusztus 27. 11:15 | Csehország (CZE)                         | 79–68     | Spanyolország (ESP)              | Olympic Indoor Hall, Athén Nézőszám: 4650 Játékvezetők: Corbin Sean (USA), Vladimir Okhrimenko (RUS) |
| 2004. augusztus 27. 11:15 | (19–12, 21–15, 17–18, 22–23) Jegyzőkönyv |           |                                  | Olympic Indoor Hall, Athén Nézőszám: 4650 Játékvezetők: Corbin Sean (USA), Vladimir Okhrimenko (RUS) |
| 2004. augusztus 27. 11:15 | Machová 22                               | Pont      | Valdemoro 24                     | Olympic Indoor Hall, Athén Nézőszám: 4650 Játékvezetők: Corbin Sean (USA), Vladimir Okhrimenko (RUS) |
| 2004. augusztus 27. 11:15 | Klimešová 14                             | Lepattanó | Pascua 6                         | Olympic Indoor Hall, Athén Nézőszám: 4650 Játékvezetők: Corbin Sean (USA), Vladimir Okhrimenko (RUS) |
| 2004. augusztus 27. 11:15 | Hamzová 4                                | Gólpassz  | Fernández, Valdemoro, Martínez 1 | Olympic Indoor Hall, Athén Nézőszám: 4650 Játékvezetők: Corbin Sean (USA), Vladimir Okhrimenko (RUS) |

| Csapat              | Helyezés |
| ------------------- | -------- |
| Spanyolország (ESP) | 6.       |

## Lovaglás
Díjlovaglás
| Versenyző                                                            | Ló                              | Versenyszám | 1. kör | 1. kör | 2. kör  | 2. kör  | 3. kör  | 3. kör  | Végeredmény | Végeredmény |
| Versenyző                                                            | Ló                              | Versenyszám | Pont   | Hely.  | Pont    | Hely.   | Pont    | Hely.   | Pont        | Helyezés    |
| -------------------------------------------------------------------- | ------------------------------- | ----------- | ------ | ------ | ------- | ------- | ------- | ------- | ----------- | ----------- |
| Juan Antonio Jiménez                                                 | Guizo                           | Egyéni      | 71,292 | 10.*   | 68,240  | 20.     | 75,400  | 10.     | 71,644      | 12.         |
| Ignacio Rambla                                                       | Oleaje                          | Egyéni      | 64,750 | 41.    | kiesett | kiesett | kiesett | kiesett | kiesett     | kiesett     |
| Beatriz Ferrer-Salat                                                 | Beauvalais                      | Egyéni      | 74,667 | 2.     | 75,760  | 2.      | 79,575  | 3.      | 76,667      |             |
| Rafael Soto                                                          | Invasor                         | Egyéni      | 72,792 | 7.     | 69,000  | 18.     | 79,025  | 4.      | 73,606      | 8.          |
| Juan Antonio Jiménez Ignacio Rambla Beatriz Ferrer-Salat Rafael Soto | Guizo Oleaje Beauvalais Invasor | Csapat      |        |        |         |         |         |         | 72,917      |             |

* - egy másik versenyzővel azonos eredményt ért el

## Műugrás
Férfi
| Versenyző     | Versenyszám    | Selejtező | Selejtező | Elődöntő | Elődöntő | Döntő   | Döntő    |
| Versenyző     | Versenyszám    | Pont      | Helyezés  | Pont     | Helyezés | Pont    | Helyezés |
| ------------- | -------------- | --------- | --------- | -------- | -------- | ------- | -------- |
| Javier Illana | Egyéni műugrás | 385,80    | 19.       | kiesett  | kiesett  | kiesett | kiesett  |

Női
| Versenyző        | Versenyszám        | Selejtező | Selejtező | Elődöntő | Elődöntő | Döntő   | Döntő    |
| Versenyző        | Versenyszám        | Pont      | Helyezés  | Pont     | Helyezés | Pont    | Helyezés |
| ---------------- | ------------------ | --------- | --------- | -------- | -------- | ------- | -------- |
| Leyre Eizaguirre | Egyéni műugrás     | 242,73    | 24.       | kiesett  | kiesett  | kiesett | kiesett  |
| María Ibarra     | Egyéni toronyugrás | 278,43    | 20.       | kiesett  | kiesett  | kiesett | kiesett  |
| Leire Santos     | Egyéni toronyugrás | 246,84    | 29.       | kiesett  | kiesett  | kiesett | kiesett  |

## Röplabda

### Strandröplabda

#### Férfi
| Versenyző                  | Csoportkör | Csoportkör | Nyolcaddöntő                                              | Negyeddöntő                                                  | Elődöntő                                                         | Döntő                                                         | Helyezés |
| Versenyző                  | Ellenfél Eredmény | Hely.      | Ellenfél Eredmény                                         | Ellenfél Eredmény                                            | Ellenfél Eredmény                                                | Ellenfél Eredmény                                             | Helyezés |
| -------------------------- | --- | ---------- | --------------------------------------------------------- | ------------------------------------------------------------ | ---------------------------------------------------------------- | ------------------------------------------------------------- | -------- |
| Javier Bosma Pablo Herrera | C csoport · Ausztria (AUT) · Nikolas Berger · Florian Gosch · 21-14, 21-13 · Svájc (SUI) · Martin Laciga · Paul Laciga · 21-19, 17-21, 15-9 · Ausztria (AUT) · Robert Nowotny · Peter Gartmayer · 21-16, 19-21, 15-11 | 1.         | Svédország (SWE) · Bjorn Berg · Simon Dahl · 21-16, 21-17 | Kanada (CAN) · John Child · Mark Heese · 22-24, 21-19, 18-16 | Ausztrália (AUS) · Julien Prosser · Mark Williams · 21-18, 21-18 | Brazília (BRA) · Emanuel Rego · Ricardo Santos · 16-21, 15-21 |          |

## Sportlövészet
Férfi
| Versenyző           | Versenyszám    | Selejtező | Selejtező | Döntő   | Döntő    |
| Versenyző           | Versenyszám    | Pont      | Helyezés  | Pont    | Helyezés |
| ------------------- | -------------- | --------- | --------- | ------- | -------- |
| José Antonio Colado | Légpisztoly    | 572       | 33.**     | kiesett | kiesett  |
| José Antonio Colado | Szabadpisztoly | 542       | 34.*      | kiesett | kiesett  |
| Isidro Lorenzo      | Szabadpisztoly | 562       | 5.*       | 652,0   | 8.       |
| Isidro Lorenzo      | Légpisztoly    | 565       | 42.       | kiesett | kiesett  |

Női
| Versenyző                 | Versenyszám   | Selejtező | Selejtező | Döntő   | Döntő    |
| Versenyző                 | Versenyszám   | Pont      | Helyezés  | Pont    | Helyezés |
| ------------------------- | ------------- | --------- | --------- | ------- | -------- |
| María del Pilar Fernández | Légpisztoly   | 374       | 30.**     | kiesett | kiesett  |
| María del Pilar Fernández | Sportpisztoly | 577       | 13.***    | kiesett | kiesett  |
| María Quintanal           | Trap          | 65        | 2.        | 84      |          |
| María Quintanal           | Dupla trap    | 97        | 13.*      | kiesett | kiesett  |

* - egy másik versenyzővel azonos eredményt ért el

** - két másik versenyzővel azonos eredményt ért el

*** - négy másik versenyzővel azonos eredményt ért el

## Súlyemelés
Férfi
| Versenyző         | Versenyszám | Szakítás | Szakítás | Lökés    | Lökés    | Összesen | Helyezés |
| Versenyző         | Versenyszám | Eredmény | Helyezés | Eredmény | Helyezés | Összesen | Helyezés |
| ----------------- | ----------- | -------- | -------- | -------- | -------- | -------- | -------- |
| Santiago Martínez | 94 kg       | 175,0    | 7.***    | 207,5    | 10.**    | 382,5    | 9.       |

Női
| Versenyző  | Versenyszám | Szakítás | Szakítás | Lökés    | Lökés    | Összesen | Helyezés |
| Versenyző  | Versenyszám | Eredmény | Helyezés | Eredmény | Helyezés | Összesen | Helyezés |
| ---------- | ----------- | -------- | -------- | -------- | -------- | -------- | -------- |
| Gema Peris | 48 kg       | 77,5     | 8.**     | 90,0     | 12.*     | 167,5    | 12.      |

* - egy másik versenyzővel azonos eredményt ért el

** - két másik versenyzővel azonos eredményt ért el

*** - három másik versenyzővel azonos eredményt ért el

## Szinkronúszás
| Versenyző | Versenyszám | Technikai gyakorlat | Technikai gyakorlat | Selejtező        | Selejtező        | Selejtező  | Selejtező  | Döntő            | Döntő            | Döntő      | Döntő      | Helyezés |
| Versenyző | Versenyszám | Technikai gyakorlat | Technikai gyakorlat | Szabad gyakorlat | Szabad gyakorlat | Összesítés | Összesítés | Szabad gyakorlat | Szabad gyakorlat | Összesítés | Összesítés | Helyezés |
| Versenyző | Versenyszám | Pont                | Hely.               | Pont             | Hely.            | Pont       | Hely.      | Pont             | Hely.            | Pont       | Hely.      | Helyezés |
| --- | ----------- | ------------------- | ------------------- | ---------------- | ---------------- | ---------- | ---------- | ---------------- | ---------------- | ---------- | ---------- | -------- |
| Gemma Mengual Paola Tirados                                                                                    | Páros       | 47,917              | 4.                  | 48,167           | 4.               | 96,084     | 4.         | 48,334           | 4.               | 96,667     | 4.         | 4.       |
| Raquel Corral Andrea Fuentes Tina Fuentes Gemma Mengual Ana Montero Irina Rodríguez Ione Serrano Paola Tirados | Csapat      | 48,167              | 4.                  |                  |                  |            |            | 48,584           | 4.               | 96,751     | 4.         | 4.       |

## Taekwondo
Férfi
| Versenyző          | Versenyszám | Nyolcaddöntő              | Negyeddöntő             | Elődöntő          | Vigaszág első kör                    | Vigaszág elődöntő            | Bronz- mérkőzés           | Döntő             | Helyezés |
| Versenyző          | Versenyszám | Ellenfél Eredmény         | Ellenfél Eredmény       | Ellenfél Eredmény | Ellenfél Eredmény                    | Ellenfél Eredmény            | Ellenfél Eredmény         | Ellenfél Eredmény | Helyezés |
| ------------------ | ----------- | ------------------------- | ----------------------- | ----------------- | ------------------------------------ | ---------------------------- | ------------------------- | ----------------- | -------- |
| Juan Antonio Ramos | Légsúly     | Tshomlee Go (PHI) · 7-6   | Chu Mu-Yen (TPE) · 1-9  |                   | Szálem Ezz ed-Dín (LBA) · WDR        | Nguyễn Quốc Huân (VIE) · 8-0 | Tamer Bayoumi (EGY) · 1-7 |                   | 4.       |
| Jon García         | Nehézsúly   | Zoran Prerad (BIH) · 13-2 | Mun Deszong (KOR) · 2-6 |                   | Agyilhan Szagindikov (KAZ) · 5-5 SUP | kiesett                      | kiesett                   |                   | 7.       |

Női
| Versenyző      | Versenyszám | Nyolcaddöntő                     | Negyeddöntő               | Elődöntő          | Vigaszág első kör      | Vigaszág elődöntő                      | Bronz- mérkőzés            | Döntő             | Helyezés |
| Versenyző      | Versenyszám | Ellenfél Eredmény                | Ellenfél Eredmény         | Ellenfél Eredmény | Ellenfél Eredmény      | Ellenfél Eredmény                      | Ellenfél Eredmény          | Ellenfél Eredmény | Helyezés |
| -------------- | ----------- | -------------------------------- | ------------------------- | ----------------- | ---------------------- | -------------------------------------- | -------------------------- | ----------------- | -------- |
| Brigitte Yagüe | Légsúly     | Jauvapha Bunphoncsaj (THA) · 5-9 | kiesett                   | kiesett           |                        |                                        |                            |                   | 10.      |
| Sonia Reyes    | Pehelysúly  | Aleksandra Uścińska (POL) · 11-2 | Csang Dzsivon (KOR) · 2-3 |                   | Mariam Bah (CIV) · 5-0 | Nootcharin Sukkhongdumnoen (THA) · 6-3 | Iridia Salazar (MEX) · 1-2 |                   | 4.       |

WDR - visszalépett

SUP - döntő fölény

## Tenisz
Férfi
| Versenyző                     | Versenyszám | 64-es főtábla                         | 32-es főtábla                                                | Nyolcaddöntő                             | Negyeddöntő                    | Elődöntő          | Bronz- mérkőzés   | Döntő             | Helyezés |
| Versenyző                     | Versenyszám | Ellenfél Eredmény                     | Ellenfél Eredmény                                            | Ellenfél Eredmény                        | Ellenfél Eredmény              | Ellenfél Eredmény | Ellenfél Eredmény | Ellenfél Eredmény | Helyezés |
| ----------------------------- | ----------- | ------------------------------------- | ------------------------------------------------------------ | ---------------------------------------- | ------------------------------ | ----------------- | ----------------- | ----------------- | -------- |
| Juan Carlos Ferrero           | Egyes       | Hisám Arázi (MAR) · 6-3, 6-1          | Mardy Fish (USA) · 6-4, 6-7, 4-6                             | kiesett                                  | kiesett                        | kiesett           | kiesett           | kiesett           | 17.      |
| Feliciano López               | Egyes       | Robin Söderling (SWE) · 6-3, 3-6, 6-4 | Marat Szafin (RUS) · 7-6, 6-3                                | Sébastien Grosjean (FRA) · 7-6, 4-6, 0-6 | kiesett                        | kiesett           | kiesett           | kiesett           | 9.       |
| Carlos Moyà                   | Egyes       | Thomas Enqvist (SWE) · 7-6, 6-7, 9-7  | Olivier Rochus (BEL) · 6-0, 7-6                              | Ivo Karlović (CRO) · 4-6, 7-6, 6-4       | Nicolás Massú (CHI) · 2-6, 5-7 | kiesett           | kiesett           | kiesett           | 5.       |
| Tommy Robredo                 | Egyes       | Lámín Vahháb (ALG) · 6-3, 6-4         | Fabrice Santoro (FRA) · 1-6, 6-3, 6-4                        | Tomáš Berdych (CZE) · 6-7, 6-4, 6-8      | kiesett                        | kiesett           | kiesett           | kiesett           | 9.       |
| Carlos Moyà Rafael Nadal      | Páros       |                                       | Brazília (BRA) · André Sá · Flávio Saretta · 6-7, 1-6        | kiesett                                  | kiesett                        | kiesett           | kiesett           | kiesett           | 17.      |
| Feliciano López Tommy Robredo | Páros       |                                       | Argentína (ARG) · Gastón Etlis · Martín Rodríguez · 3-6, 4-6 | kiesett                                  | kiesett                        | kiesett           | kiesett           | kiesett           | 17.      |

Női
| Versenyző                                       | Versenyszám | 64-es főtábla                            | 32-es főtábla                                                      | Nyolcaddöntő                                                   | Negyeddöntő                                 | Elődöntő                                               | Bronz- mérkőzés   | Döntő                                            | Helyezés |
| Versenyző                                       | Versenyszám | Ellenfél Eredmény                        | Ellenfél Eredmény                                                  | Ellenfél Eredmény                                              | Ellenfél Eredmény                           | Ellenfél Eredmény                                      | Ellenfél Eredmény | Ellenfél Eredmény                                | Helyezés |
| ----------------------------------------------- | ----------- | ---------------------------------------- | ------------------------------------------------------------------ | -------------------------------------------------------------- | ------------------------------------------- | ------------------------------------------------------ | ----------------- | ------------------------------------------------ | -------- |
| Conchita Martínez                               | Egyes       | Amélie Mauresmo (FRA) · 1-6, 4-6         | kiesett                                                            | kiesett                                                        | kiesett                                     | kiesett                                                | kiesett           | kiesett                                          | 33.      |
| Anabel Medina Garrigues                         | Egyes       | Mary Pierce (FRA) · 3-6, 5-7             | kiesett                                                            | kiesett                                                        | kiesett                                     | kiesett                                                | kiesett           | kiesett                                          | 33.      |
| María Antonia Sánchez                           | Egyes       | Katarina Srebotnik (SLO) · 3-6, 6-0, 4-6 | kiesett                                                            | kiesett                                                        | kiesett                                     | kiesett                                                | kiesett           | kiesett                                          | 33.      |
| Magui Serna                                     | Egyes       | Anasztaszija Miszkina (RUS) · 0-6, 1-6   | kiesett                                                            | kiesett                                                        | kiesett                                     | kiesett                                                | kiesett           | kiesett                                          | 33.      |
| Conchita Martínez Virginia Ruano Pascual        | Páros       |                                          | Magyarország (HUN) · Mandula Petra · Nagy Kira · 6-4, 6-0          | Olaszország (ITA) · Tathiana Garbin · Roberta Vinci · 6-3, 6-3 | Kína (CHN) · Jen Ce · Cseng Csie · 6-1, 6-1 | Japán (JPN) · Aszagoe Sinobu · Szugijama Ai · 6-3, 6-0 |                   | Kína (CHN) · Li Ting · Szun Tien-tien · 3-6, 3-6 |          |
| Anabel Medina Garrigues Arantxa Sánchez Vicario | Páros       |                                          | Argentína (ARG) · Paola Suárez · Patricia Tarabini · 7-6, 5-7, 2-6 | kiesett                                                        | kiesett                                     | kiesett                                                | kiesett           | kiesett                                          | 17.      |

## Tollaslabda
| Versenyző                         | Versenyszám | 32-es főtábla                                           | Nyolcaddöntő      | Negyeddöntő       | Elődöntő          | Bronz- mérkőzés   | Döntő             | Helyezés |
| Versenyző                         | Versenyszám | Ellenfél Eredmény                                       | Ellenfél Eredmény | Ellenfél Eredmény | Ellenfél Eredmény | Ellenfél Eredmény | Ellenfél Eredmény | Helyezés |
| --------------------------------- | ----------- | ------------------------------------------------------- | ----------------- | ----------------- | ----------------- | ----------------- | ----------------- | -------- |
| Sergio Llopis                     | Férfi egyes | Nikhil Kanetkar (IND) · 7-15, 15-13, 13-15              | kiesett           | kiesett           | kiesett           | kiesett           | kiesett           | 17.      |
| Sergio Llopis José Antonio Crespo | Férfi páros | Dél-Korea (KOR) · I Dongszu · Ju Jongszong · 3-15, 9-15 | kiesett           | kiesett           | kiesett           | kiesett           | kiesett           | 17.      |

## Torna
Férfi
| Versenyző                                                                                        | Versenyszám      | Selejtező | Selejtező | Döntő    | Döntő    |
| Versenyző                                                                                        | Versenyszám      | Pontszám  | Helyezés  | Pontszám | Helyezés |
| ------------------------------------------------------------------------------------------------ | ---------------- | --------- | --------- | -------- | -------- |
| Alejandro Barrenechea                                                                            | Talaj            | 9,412     | 41.       | kiesett  | kiesett  |
| Alejandro Barrenechea                                                                            | Ugrás            | 9,162     |           | kiesett  | kiesett  |
| Alejandro Barrenechea                                                                            | Korlát           | 8,975     | 63.       | kiesett  | kiesett  |
| Alejandro Barrenechea                                                                            | Nyújtó           | 9,275     | 53.       | kiesett  | kiesett  |
| Alejandro Barrenechea                                                                            | Gyűrű            | 9,362     | 54.       | kiesett  | kiesett  |
| Alejandro Barrenechea                                                                            | Lólengés         | 8,912     | 64.       | kiesett  | kiesett  |
| Alejandro Barrenechea                                                                            | Egyéni összetett | 55,098    | 30.       | kiesett  | kiesett  |
| Jesús Carballo                                                                                   | Korlát           | 9,187     | 55.       | kiesett  | kiesett  |
| Jesús Carballo                                                                                   | Nyújtó           | 8,737     | 69.       | kiesett  | kiesett  |
| Jesús Carballo                                                                                   | Lólengés         | 9,175     | 52.       | kiesett  | kiesett  |
| Jesús Carballo                                                                                   | Egyéni összetett | 27,099    | 87.       | kiesett  | kiesett  |
| Víctor Cano                                                                                      | Talaj            | 9,150     | 53.       | kiesett  | kiesett  |
| Víctor Cano                                                                                      | Ugrás            | 9,087     |           | kiesett  | kiesett  |
| Víctor Cano                                                                                      | Korlát           | 8,475     | 74.       | kiesett  | kiesett  |
| Víctor Cano                                                                                      | Nyújtó           | 7,950     | 78.       | kiesett  | kiesett  |
| Víctor Cano                                                                                      | Gyűrű            | 9,575     | 39.       | kiesett  | kiesett  |
| Víctor Cano                                                                                      | Lólengés         | 9,750     | 4.        | 9,762    | 5.       |
| Víctor Cano                                                                                      | Egyéni összetett | 53,987    | 40.       | kiesett  | kiesett  |
| Oriol Combarros                                                                                  | Talaj            | 9,325     | 46.       | kiesett  | kiesett  |
| Oriol Combarros                                                                                  | Ugrás            | 9,375     |           | kiesett  | kiesett  |
| Oriol Combarros                                                                                  | Korlát           | 8,637     | 72.       | kiesett  | kiesett  |
| Oriol Combarros                                                                                  | Nyújtó           | 8,050     | 77.       | kiesett  | kiesett  |
| Oriol Combarros                                                                                  | Gyűrű            | 9,625     | 28.       | kiesett  | kiesett  |
| Oriol Combarros                                                                                  | Lólengés         | 9,650     | 17.       | kiesett  | kiesett  |
| Oriol Combarros                                                                                  | Egyéni összetett | 54,662    | 37.       | kiesett  | kiesett  |
| Gervasio Deferr                                                                                  | Talaj            | 9,750     | 2.        | 9,712    | 4.       |
| Gervasio Deferr                                                                                  | Ugrás            | 9,631     | 6.        | 9,737    |          |
| Gervasio Deferr                                                                                  | Egyéni összetett | 19,387    | 91.       | kiesett  | kiesett  |
| Rafael Martínez                                                                                  | Talaj            | 9,562     | 25.       | kiesett  | kiesett  |
| Rafael Martínez                                                                                  | Ugrás            | 9,412     |           | kiesett  | kiesett  |
| Rafael Martínez                                                                                  | Korlát           | 9,325     | 50.       | kiesett  | kiesett  |
| Rafael Martínez                                                                                  | Nyújtó           | 9,700     | 17.       | kiesett  | kiesett  |
| Rafael Martínez                                                                                  | Gyűrű            | 9,675     | 19.       | kiesett  | kiesett  |
| Rafael Martínez                                                                                  | Lólengés         | 8,962     | 62.       | kiesett  | kiesett  |
| Rafael Martínez                                                                                  | Egyéni összetett | 56,636    | 14.       | 57,549   | 5.       |
| Alejandro Barrenechea Jesús Carballo Víctor Cano Oriol Combarros Gervasio Deferr Rafael Martínez | Csapat összetett | 223,295   | 10.       | kiesett  | kiesett  |

Női
| Versenyző                                                                      | Versenyszám      | Selejtező | Selejtező | Döntő    | Döntő    |
| Versenyző                                                                      | Versenyszám      | Pontszám  | Helyezés  | Pontszám | Helyezés |
| ------------------------------------------------------------------------------ | ---------------- | --------- | --------- | -------- | -------- |
| Laura Campos                                                                   | Ugrás            | 8,725     |           | kiesett  | kiesett  |
| Laura Campos                                                                   | Felemás korlát   | 9,262     | 44.       | kiesett  | kiesett  |
| Laura Campos                                                                   | Gerenda          | 8,225     | 72.       | kiesett  | kiesett  |
| Laura Campos                                                                   | Egyéni összetett | 26,212    | 82.       | kiesett  | kiesett  |
| Tania Gener                                                                    | Talaj            | 9,112     | 43.       | kiesett  | kiesett  |
| Tania Gener                                                                    | Ugrás            | 9,262     | 13.       | kiesett  | kiesett  |
| Tania Gener                                                                    | Felemás korlát   | 9,575     | 14.       | kiesett  | kiesett  |
| Tania Gener                                                                    | Egyéni összetett | 27,987    | 71.       | kiesett  | kiesett  |
| Elena Gómez                                                                    | Talaj            | 9,500     | 11.       | kiesett  | kiesett  |
| Elena Gómez                                                                    | Ugrás            | 9,212     |           | kiesett  | kiesett  |
| Elena Gómez                                                                    | Felemás korlát   | 9,525     | 19.       | kiesett  | kiesett  |
| Elena Gómez                                                                    | Gerenda          | 8,737     | 54.       | kiesett  | kiesett  |
| Elena Gómez                                                                    | Egyéni összetett | 36,974    | 18.       | 37,299   | 8.       |
| Mónica Mesalles                                                                | Talaj            | 9,412     | 18.       | kiesett  | kiesett  |
| Mónica Mesalles                                                                | Ugrás            | 9,225     |           | kiesett  | kiesett  |
| Mónica Mesalles                                                                | Gerenda          | 9,037     | 33.       | kiesett  | kiesett  |
| Mónica Mesalles                                                                | Egyéni összetett | 27,674    | 75.       | kiesett  | kiesett  |
| Patricia Moreno                                                                | Talaj            | 9,587     | 5.        | 9,487    |          |
| Patricia Moreno                                                                | Ugrás            | 9,162     |           | kiesett  | kiesett  |
| Patricia Moreno                                                                | Felemás korlát   | 9,375     | 34.       | kiesett  | kiesett  |
| Patricia Moreno                                                                | Gerenda          | 7,850     | 79.       | kiesett  | kiesett  |
| Patricia Moreno                                                                | Egyéni összetett | 35,974    | 37.       | kiesett  | kiesett  |
| Sara Moro                                                                      | Felemás korlát   | 9,450     | 26.       | kiesett  | kiesett  |
| Sara Moro                                                                      | Gerenda          | 9,487     | 13.       | kiesett  | kiesett  |
| Sara Moro                                                                      | Egyéni összetett | 18,937    | 84.       | kiesett  | kiesett  |
| Laura Campos Tania Gener Elena Gómez Mónica Mesalles Patricia Moreno Sara Moro | Csapat összetett | 147,921   | 7.        | 111,572  | 5.       |

### Ritmikus gimnasztika
| Versenyző    | Versenyszám | Selejtező | Selejtező | Selejtező | Selejtező | Selejtező | Selejtező | Selejtező | Selejtező | Selejtező | Selejtező | Döntő  | Döntő  | Döntő  | Döntő | Döntő    | Döntő    | Döntő  | Döntő  | Döntő    | Döntő    | Helyezés |
| Versenyző    | Versenyszám | Karika    | Karika    | Labda     | Labda     | Buzogány  | Buzogány  | Szalag    | Szalag    | Összesen  | Összesen  | Karika | Karika | Labda  | Labda | Buzogány | Buzogány | Szalag | Szalag | Összesen | Összesen | Helyezés |
| Versenyző    | Versenyszám | Pont      | Hely.     | Pont      | Hely.     | Pont      | Hely.     | Pont      | Hely.     | Pont      | Hely.     | Pont   | Hely.  | Pont   | Hely. | Pont     | Hely.    | Pont   | Hely.  | Pont     | Hely.    | Helyezés |
| ------------ | ----------- | --------- | --------- | --------- | --------- | --------- | --------- | --------- | --------- | --------- | --------- | ------ | ------ | ------ | ----- | -------- | -------- | ------ | ------ | -------- | -------- | -------- |
| Almudena Cid | Egyéni      | 24,975    | 7.*       | 24,900    | 7.        | 24,700    | 7.*       | 23,150    | 12.       | 97,725    | 9.        | 25,125 | 7.     | 25,000 | 8.*   | 24,900   | 8.       | 23,425 | 10.    | 98,450   | 8.       | 8.       |

| Versenyző                                                                                 | Versenyszám | Selejtező | Selejtező | Selejtező           | Selejtező           | Selejtező | Selejtező | Döntő   | Döntő   | Döntő               | Döntő               | Döntő    | Döntő    | Helyezés |
| Versenyző                                                                                 | Versenyszám | 5 kötél   | 5 kötél   | 3 karika és 2 labda | 3 karika és 2 labda | Összesen  | Összesen  | 5 kötél | 5 kötél | 3 karika és 2 labda | 3 karika és 2 labda | Összesen | Összesen | Helyezés |
| Versenyző                                                                                 | Versenyszám | Pont      | Hely.     | Pont                | Hely.               | Pont      | Hely.     | Pont    | Hely.   | Pont                | Hely.               | Pont     | Hely.    | Helyezés |
| ----------------------------------------------------------------------------------------- | ----------- | --------- | --------- | ------------------- | ------------------- | --------- | --------- | ------- | ------- | ------------------- | ------------------- | -------- | -------- | -------- |
| Sonia Abejón Barbara González Marta Linares Isabel Pagán Carolina Rodríguez Nuria Velasco | Csapat      | 21,200    | 8.        | 23,400              | 7.                  | 44,600    | 8.        | 22,400  | 7.      | 22,950              | 7.                  | 45,350   | 7.       | 7.       |

* - egy másik versenyzővel azonos eredményt ért el

## Triatlon
| Versenyző     | Versenyszám | 1,5 km úszás | 1,5 km úszás | 40 km kerékpározás | 40 km kerékpározás | 10 km futás      | 10 km futás      | Összesítés    | Összesítés    |
| Versenyző     | Versenyszám | Idő          | Hely.        | Idő                | Hely.              | Idő              | Hely.            | Idő           | Helyezés      |
| ------------- | ----------- | ------------ | ------------ | ------------------ | ------------------ | ---------------- | ---------------- | ------------- | ------------- |
| Eneko Llanos  | Férfi       | 18:18        | 27.          | 1:02:18            | 18.*               | 33:37            | 24.              | 1:54:52,37    | 20.           |
| Xavier Llobet | Férfi       | 18:15        | 19.          | 1:05:25            | 41.                | nem teljesítette | nem teljesítette | nem ért célba | nem ért célba |
| Iván Raña     | Férfi       | 18:08        | 14.          | 1:02:29            | 22.                | 34:29            | 31.              | 1:55:44,27    | 23.           |
| Ana Burgos    | Női         | 20:36        | 41.          | 1:09:32            | 9.**               | 35:10            | 4.               | 2:06:02,36    | 7.            |
| Pilar Hidalgo | Női         | 19:08        | 10.          | 1:10:55            | 27.                | 36:50            | 14.              | 2:07:37,34    | 13.           |
| Ainhoa Murúa  | Női         | 19:37        | 14.          | 1:10:29            | 24.                | 38:39            | 27.              | 2:09:27,91    | 24.           |

* - egy másik versenyzővel azonos időt ért el

** - két másik versenyzővel azonos időt ért el

## Úszás
Férfi
| Versenyző         | Versenyszám | Előfutam | Előfutam | Előfutam | Elődöntő | Elődöntő | Elődöntő | Döntő   | Döntő    |
| Versenyző         | Versenyszám | Idő      | Hely.    | Össz.    | Idő      | Hely.    | Össz.    | Idő     | Helyezés |
| ----------------- | ----------- | -------- | -------- | -------- | -------- | -------- | -------- | ------- | -------- |
| Javier Noriega    | 50 m gyors  | 22,52    | 5.       | 14.*     | 22,36    | 6.       | 13.      | kiesett | kiesett  |
| Eduardo Lorente   | 50 m gyors  | 22,71    | 6.       | 23.      | kiesett  | kiesett  | kiesett  | kiesett | kiesett  |
| Eduardo Lorente   | 100 m gyors | 50,48    | 7.       | 30.      | kiesett  | kiesett  | kiesett  | kiesett | kiesett  |
| Olaf Wildeboer    | 200 m gyors | 1:50,01  | 4.       | 17.      | 1:50,61  | 8.       | 15.      | kiesett | kiesett  |
| Marcos Rivera     | 400 m gyors | 3:52,39  | 7.       | 19.      |          |          |          | kiesett | kiesett  |
| Aschwin Wildeboer | 100 m hát   | 57,35    | 8.       | 35.      | kiesett  | kiesett  | kiesett  | kiesett | kiesett  |
| Aschwin Wildeboer | 200 m hát   | 2:04,33  | 8.       | 29.      | kiesett  | kiesett  | kiesett  | kiesett | kiesett  |
| Jorge Sánchez     | 200 m hát   | 2:00,10  | 5.*      | 8.*      | 2:00,12  | 7.       | 13.      | kiesett | kiesett  |

Női
| Versenyző                                                      | Versenyszám            | Előfutam | Előfutam | Előfutam | Elődöntő | Elődöntő | Elődöntő | Döntő   | Döntő    |
| Versenyző                                                      | Versenyszám            | Idő      | Hely.    | Össz.    | Idő      | Hely.    | Össz.    | Idő     | Helyezés |
| -------------------------------------------------------------- | ---------------------- | -------- | -------- | -------- | -------- | -------- | -------- | ------- | -------- |
| Ana Belén Palomo                                               | 50 m gyors             | 25,92    | 7.       | 21.      | kiesett  | kiesett  | kiesett  | kiesett | kiesett  |
| Arantxa Ramos                                                  | 400 m gyors            | 4:16,52  | 7.       | 23.      |          |          |          | kiesett | kiesett  |
| Erika Villaecija                                               | 400 m gyors            | 4:13,03  | 7.       | 18.      |          |          |          | kiesett | kiesett  |
| Erika Villaecija                                               | 800 m gyors            | 8:33,61  | 3.       | 7.       |          |          |          | 8:29,04 | 5.       |
| Nina Zhivanevskaya                                             | 100 m hát              | 1:01,75  | 2.       | 7.       | 1:01,19  | 5.       | 6.       | 1:01,12 | 5.       |
| María Peláez                                                   | 200 m pillangó         | 2:11,66  | 5.       | 10.      | 2:12,54  | 8.       | 15.      | kiesett | kiesett  |
| Roser Vives                                                    | 200 m pillangó         | 2:13,02  | 7.       | 19.      | kiesett  | kiesett  | kiesett  | kiesett | kiesett  |
| Melissa Caballero Ana Belén Palomo Laura Roca Tatiana Rouba    | 4 × 100 m gyorsváltó   | 3:47,47  | 8.       | 14.      |          |          |          | kiesett | kiesett  |
| Melissa Caballero Arantxa Ramos Tatiana Rouba Erika Villaecija | 4 × 200 m gyorsváltó   | 8:03,67  | 2.       | 5.       |          |          |          | 8:02,11 | 6.       |
| María Peláez Sara Pérez Tatiana Rouba Nina Zhivanevskaya       | 4 × 100 m vegyes váltó | 4:06,90  | 4.       | 7.       |          |          |          | 4:07,61 | 7.       |

* - egy másik versenyzővel azonos időt ért el

## Vitorlázás
Férfi
| Versenyző                    | Versenyszám     | Futam | Futam | Futam | Futam | Futam | Futam | Futam | Futam | Futam | Futam | Futam | Pontszám | Helyezés |
| Versenyző                    | Versenyszám     | 1     | 2     | 3     | 4     | 5     | 6     | 7     | 8     | 9     | 10    | 11    | Pontszám | Helyezés |
| ---------------------------- | --------------- | ----- | ----- | ----- | ----- | ----- | ----- | ----- | ----- | ----- | ----- | ----- | -------- | -------- |
| Iván Pastor                  | Szörfvitorlázás | 15    | 10    | 11    | 2     | 9     | 35    | 18    | 15    | 10    | 18    | 4     | 112      | 12.      |
| Rafael Trujillo Villar       | Finn dingi      | 8     | 3     | 3     | 6     | 2     | 3     | 26    | 4     | 5     | 4     | 13    | 51       |          |
| Gustavo Martínez Dimas Wood  | 470-es osztály  | 7     | 22    | 12    | 10    | 3     | 11    | 26    | 21    | 16    | 10    | 28    | 138      | 20.      |
| Chuny Bermúdez Pablo Arrarte | Csillaghajó     | 2     | 13    | 5     | 6     | 17    | 8     | 13    | 6     | 12    | 15    | 5     | 85       | 10.      |

Női
| Versenyző                                    | Versenyszám     | Futam | Futam | Futam | Futam | Futam | Futam | Futam | Futam | Futam | Futam | Futam | Pontszám | Helyezés |
| Versenyző                                    | Versenyszám     | 1     | 2     | 3     | 4     | 5     | 6     | 7     | 8     | 9     | 10    | 11    | Pontszám | Helyezés |
| -------------------------------------------- | --------------- | ----- | ----- | ----- | ----- | ----- | ----- | ----- | ----- | ----- | ----- | ----- | -------- | -------- |
| Blanca Manchón                               | Szörfvitorlázás | 10    | 5     | 14    | 13    | 3     | 11    | 13    | 15    | 8     | 7     | 11    | 95       | 8.       |
| Neus Garriga                                 | Europe          | 20    | 15    | 14    | 7     | 11    | 8     | 5     | 15    | 26    | 6     | 7     | 108      | 13.      |
| Natalia Vía Dufresne Sandra Azón             | 470-es osztály  | 2     | 4     | 9     | 15    | 19    | 5     | 8     | 3     | 5     | 6     | 5     | 62       |          |
| Mónica Azón Graciela Pisonero Marina Sánchez | Yngling         | 7     | 7     | 10    | 14    | 11    | 11    | 7     | 12    | 4     | 6     | 11    | 86       | 12.      |

Nyílt
| Versenyző                      | Versenyszám        | Futam | Futam | Futam | Futam | Futam | Futam | Futam | Futam | Futam | Futam | Futam | Futam | Futam | Futam | Futam | Futam | Pontszám | Helyezés |
| Versenyző                      | Versenyszám        | 1     | 2     | 3     | 4     | 5     | 6     | 7     | 8     | 9     | 10    | 11    | 12    | 13    | 14    | 15    | 16    | Pontszám | Helyezés |
| ------------------------------ | ------------------ | ----- | ----- | ----- | ----- | ----- | ----- | ----- | ----- | ----- | ----- | ----- | ----- | ----- | ----- | ----- | ----- | -------- | -------- |
| Luis Martínez                  | Laser              | 19    | 7     | 13    | 4     | 19    | 18    | 5     | 7     | 4     | 24    | 36    |       |       |       |       |       | 120      | 10.      |
| Iker Martínez Xavier Fernández | Könnyű 49-es dingi | 3     | 11    | 7     | 5     | 1     | 12    | 2     | 6     | 12    | 1     | 8     | 2     | 8     | 2     | 4     | 7     | 67       |          |
| Fernando Echavarri Antón Paz   | Tornádó            | 3     | 4     | 13    | 8,8   |       | 6     | 2     | 6     | 7     | 13    | 12    |       |       |       |       |       | 74,8     | 8.       |

## Vívás
Férfi
| Versenyző       | Versenyszám  | Selejtező         | 32-es főtábla                 | Nyolcaddöntő      | Negyeddöntő       | Elődöntő          | Bronz- mérkőzés   | Döntő             | Helyezés |
| Versenyző       | Versenyszám  | Ellenfél Eredmény | Ellenfél Eredmény             | Ellenfél Eredmény | Ellenfél Eredmény | Ellenfél Eredmény | Ellenfél Eredmény | Ellenfél Eredmény | Helyezés |
| --------------- | ------------ | ----------------- | ----------------------------- | ----------------- | ----------------- | ----------------- | ----------------- | ----------------- | -------- |
| Fernando Medina | Kard, egyéni |                   | Wiradech Kothny (THA) · 13-15 | kiesett           | kiesett           | kiesett           | kiesett           | kiesett           | 21.      |

## Vízilabda

### Férfi
| Spanyol nemzeti férfi vízilabdacsapat-játékoskeret | Spanyol nemzeti férfi vízilabdacsapat-játékoskeret | Spanyol nemzeti férfi vízilabdacsapat-játékoskeret | Spanyol nemzeti férfi vízilabdacsapat-játékoskeret | Spanyol nemzeti férfi vízilabdacsapat-játékoskeret | Spanyol nemzeti férfi vízilabdacsapat-játékoskeret | Spanyol nemzeti férfi vízilabdacsapat-játékoskeret |
| #                                                  | Név                                                | Poszt                                              | Magasság                                           | Súly                                               | Kor                                                | Klub                                               |
| -------------------------------------------------- | -------------------------------------------------- | -------------------------------------------------- | -------------------------------------------------- | -------------------------------------------------- | -------------------------------------------------- | -------------------------------------------------- |
| 1                                                  | Jesús Miguel Rollán                                | GK                                                 | 1,87 m (6 ft 2 in)                                 | 87 kg                                              | 1968. április 4. (36 évesen)                       | CN Sabadell                                        |
| 2                                                  | Ángel Luis Andreo                                  | GK                                                 | 1,91 m (6 ft 3 in)                                 | 83 kg                                              | 1972. december 3. (31 évesen)                      | CN Atlètic-Barceloneta                             |
| 3                                                  | Sergio Pedrerol                                    | D                                                  | 1,90 m (6 ft 3 in)                                 | 78 kg                                              | 1969. december 16. (34 évesen)                     | CN Sabadell                                        |
| 4                                                  | Gustavo Marcos                                     | CB                                                 | 1,80 m (5 ft 11 in)                                | 95 kg                                              | 1972. december 23. (31 évesen)                     | CN Sabadell                                        |
| 5                                                  | Guillermo Molina                                   | CB                                                 | 1,82 m (6 ft 0 in)                                 | 90 kg                                              | 1984. március 16. (20 évesen)                      | CN Barcelona                                       |
| 6                                                  | Xavier García                                      | CB                                                 | 1,88 m (6 ft 2 in)                                 | 87 kg                                              | 1984. január 5. (20 évesen)                        | CN Atlètic-Barceloneta                             |
| 7                                                  | Gabriel Hernández Paz                              | D                                                  | 1,85 m (6 ft 1 in)                                 | 84 kg                                              | 1975. január 2. (29 évesen)                        | CN Atlètic-Barceloneta                             |
| 8                                                  | Iván Moro                                          | CB                                                 | 1,86 m (6 ft 1 in)                                 | 84 kg                                              | 1974. december 25. (29 évesen)                     | CN Atlètic-Barceloneta                             |
| 9                                                  | Daniel Ballart                                     | CB                                                 | 1,78 m (5 ft 10 in)                                | 73 kg                                              | 1973. március 17. (31 évesen)                      | CN Sabadell                                        |
| 10                                                 | Salvador Gómez                                     | CB                                                 | 1,94 m (6 ft 4 in)                                 | 96 kg                                              | 1968. március 11. (36 évesen)                      | Aguas de Valencia                                  |
| 11                                                 | Iván Pérez                                         | CF                                                 | 1,90 m (6 ft 3 in)                                 | 88 kg                                              | 1971. június 29. (33 évesen)                       | CN Barcelona                                       |
| 12                                                 | Javier Sánchez                                     | CF                                                 | 1,93 m (6 ft 4 in)                                 | 85 kg                                              | 1975. június 16. (29 évesen)                       | CN Atlètic-Barceloneta                             |
| 13                                                 | Daniel Moro                                        | D                                                  | 1,88 m (6 ft 2 in)                                 | 86 kg                                              | 1973. augusztus 8. (31 évesen)                     | CN Atlètic-Barceloneta                             |
| Vezetőedző: Joan Jane                              |                                                    |                                                    |                                                    |                                                    |                                                    |                                                    |

- Kor: 2004. augusztus 14-i kora

#### Eredmények
Csoportkör
B csoport
| Csapat              | M | Gy | D | V | G+ | G– | Gk  | P |
| ------------------- | - | -- | - | - | -- | -- | --- | - |
| Görögország (GRE)   | 5 | 4  | 0 | 1 | 43 | 27 | +16 | 8 |
| Németország (GER)   | 5 | 3  | 1 | 1 | 40 | 28 | +12 | 7 |
| Spanyolország (ESP) | 5 | 3  | 0 | 2 | 35 | 31 | +4  | 6 |
| Olaszország (ITA)   | 5 | 3  | 0 | 2 | 39 | 24 | +15 | 6 |
| Ausztrália (AUS)    | 5 | 1  | 1 | 3 | 37 | 35 | +2  | 4 |
| Egyiptom (EGY)      | 5 | 0  | 0 | 5 | 18 | 67 | –49 | 0 |

| 2004. augusztus 15. 17:45 | Olaszország (ITA)    | 4–5 | Spanyolország (ESP) | Központi Olimpiai Uszoda Játékvezetők: Boris Margeta (SLO), Zoran Tomic (CRO) |
| 2004. augusztus 15. 17:45 | (1–2, 1–3, 0–0, 2–0) |     |                     | Központi Olimpiai Uszoda Játékvezetők: Boris Margeta (SLO), Zoran Tomic (CRO) |
| 2004. augusztus 15. 17:45 | négy játékos 1       |     | öt játékos 1        | Központi Olimpiai Uszoda Játékvezetők: Boris Margeta (SLO), Zoran Tomic (CRO) |

| 2004. augusztus 17. 21:00 | Görögország (GRE)         | 15–4 | Spanyolország (ESP) | Központi Olimpiai Uszoda Játékvezetők: Vlastimil Kratochvil (SVK), Boris Margeta (SLO) |
| 2004. augusztus 17. 21:00 | (2–1, 4–1, 1–2, 1–1)      |      |                     | Központi Olimpiai Uszoda Játékvezetők: Vlastimil Kratochvil (SVK), Boris Margeta (SLO) |
| 2004. augusztus 17. 21:00 | Hadzitheodóru, Szhízasz 2 |      | öt játékos 1        | Központi Olimpiai Uszoda Játékvezetők: Vlastimil Kratochvil (SVK), Boris Margeta (SLO) |

| 2004. augusztus 19. 16:30 | Spanyolország (ESP)  | 8–4 | Ausztrália (AUS) | Központi Olimpiai Uszoda Játékvezetők: Alan Balfanbayev (KAZ), Zoran Tomic (CRO) |
| 2004. augusztus 19. 16:30 | (2–1, 3–1, 1–1, 2–1) |     |                  | Központi Olimpiai Uszoda Játékvezetők: Alan Balfanbayev (KAZ), Zoran Tomic (CRO) |
| 2004. augusztus 19. 16:30 | három játékos 2      |     | négy játékos 1   | Központi Olimpiai Uszoda Játékvezetők: Alan Balfanbayev (KAZ), Zoran Tomic (CRO) |

| 2004. augusztus 21. 16:30 | Németország (GER)    | 11–5 | Spanyolország (ESP) | Központi Olimpiai Uszoda Játékvezetők: Erhan Tulga (TUR), Mario Brguljan (SCG) |
| 2004. augusztus 21. 16:30 | (3–2, 2–0, 4–3, 2–0) |      |                     | Központi Olimpiai Uszoda Játékvezetők: Erhan Tulga (TUR), Mario Brguljan (SCG) |
| 2004. augusztus 21. 16:30 | Wollthan 3           |      | öt játékos 1        | Központi Olimpiai Uszoda Játékvezetők: Erhan Tulga (TUR), Mario Brguljan (SCG) |

| 2004. augusztus 23. 17:00 | Spanyolország (ESP)  | 12–4 | Egyiptom (EGY) | Központi Olimpiai Uszoda Játékvezetők: Hector Valcarce (ARG), Zhong Haotian (CHN) |
| 2004. augusztus 23. 17:00 | (4–1, 3–0, 2–1, 3–2) |      |                | Központi Olimpiai Uszoda Játékvezetők: Hector Valcarce (ARG), Zhong Haotian (CHN) |
| 2004. augusztus 23. 17:00 | Hernández, Gómez 3   |      | El-Helw 2      | Központi Olimpiai Uszoda Játékvezetők: Hector Valcarce (ARG), Zhong Haotian (CHN) |

Az elődöntőbe jutásért
| 2004. augusztus 25. 18:15 | Szerbia és Montenegró (SCG) | 7–5 | Spanyolország (ESP) | Központi Olimpiai Uszoda Játékvezetők: Erhan Tulga (TUR), Aaron Chaney (USA) |
| 2004. augusztus 25. 18:15 | (3–2, 2–0, 0–2, 2–1)        |     |                     | Központi Olimpiai Uszoda Játékvezetők: Erhan Tulga (TUR), Aaron Chaney (USA) |
| 2004. augusztus 25. 18:15 | Šapić 3                     |     | öt játékos 1        | Központi Olimpiai Uszoda Játékvezetők: Erhan Tulga (TUR), Aaron Chaney (USA) |

Az 5. helyért
| 2004. augusztus 29. 12:00 | Németország (GER)    | 6–4 | Spanyolország (ESP) | Központi Olimpiai Uszoda Játékvezetők: Nikolaos Stavropoulos (GRE), Peter Bookelman (NED) |
| 2004. augusztus 29. 12:00 | (2–2, 3–1, 0–0, 1–1) |     |                     | Központi Olimpiai Uszoda Játékvezetők: Nikolaos Stavropoulos (GRE), Peter Bookelman (NED) |
| 2004. augusztus 29. 12:00 | Nossek 2             |     | Hernández 2         | Központi Olimpiai Uszoda Játékvezetők: Nikolaos Stavropoulos (GRE), Peter Bookelman (NED) |

| Csapat              | Helyezés |
| ------------------- | -------- |
| Spanyolország (ESP) | 6.       |